# Hausmeerschweinchen
Das Hausmeerschweinchen (Cavia porcellus form. domestica) ist die Haustierform eines Säugetiers der Familie der Meerschweinchen (Caviidae) und vermutlich eng mit dem Tschudi-Meerschweinchen (Cavia tschudii) verwandt. Meerschweinchen wurden um 5000 bis 2000 v. Chr. in Südamerika als Nutztier zur Fleisch- und Pelzproduktion domestiziert. In Europa und den USA werden Meerschweinchen vorwiegend als Heimtiere gehalten.
Im 16. Jahrhundert wurden Hausmeerschweinchen nach Europa exportiert. Deren Nachkommen bilden den gesamten heutigen Bestand in diesen Erdteilen. Jedoch existieren in Südamerika weiterhin unabhängige, ältere Zucht- und Wildlinien. Diese Meerschweinchen sind oft größer als ihre fernen Verwandten in Nordamerika und Europa. In Südamerika werden sie zu rituellen Zwecken und zum Verzehr gehalten. In Europa servierte man Meerschweinchen ebenfalls bis ins 20. Jahrhundert hinein. Als Labortier wurden sie jedoch erst im 18. Jahrhundert eingesetzt. In neuerer Zeit gelang in Südamerika die Züchtung sogenannter Riesenmeerschweinchen, die seitdem in Intensivmast zur Fleischproduktion gehalten werden. In Deutschland sind diese Tiere als Cuys bekannt.

## Etymologie
Laut Duden kommt die Bezeichnung Meerschweinchen von dem spätmittelhochdeutschen Ausdruck merswin. Er bedeutete ursprünglich „Delfin“ und wurde wegen der (als ähnlich empfundenen) Grunzlaute verwendet. Es gibt jedoch viele andere, möglicherweise weniger sprachwissenschaftlich begründete Vermutungen, wie die Bezeichnung Meerschweinchen entstand. Am häufigsten wird der Name dadurch gedeutet, dass ihre Körperform etwas schweineähnlich aussieht und dass sie über das Meer zu uns kamen. Er könnte jedoch auch aus einer Verballhornung des Wortes „Möhrenschweinchen“ entstanden sein. Eine weitere Möglichkeit ist, dass sich die Bezeichnung aus einem ähnlich klingenden Wort entwickelt hat, das jedoch eine völlig andere Bedeutung hat, ähnlich wie bei der Meerkatze, die als Affenart weder etwas mit Meer noch mit Katze zu tun hat, deren Name sich aber vom indischen Wort „marcata“ ableitet, was übersetzt „Affe“ bedeutet.

## Domestizierung
Ursprünglich wurde das Hausmeerschweinchen ebenso wie das Tschudi-Meerschweinchen (Cavia tschudii) dem Gemeinen Meerschweinchen (Cavia aperea) als Form oder Unterart zugeordnet, beide gelten heute jedoch als eigenständig. Auf der Basis molekularbiologischer und zytogenetischer Merkmale wurde eine enge Verwandtschaft zwischen dem Tschudi-Meerschweinchen und dem domestizierten Hausmeerschweinchen festgestellt, wodurch das Tschudi-Meerschweinchen als wahrscheinliche Schwesterart des Hausmeerschweinchens und damit zugleich als Ursprungsform für die Domestizierung betrachtet wird.
Wann genau Meerschweinchen domestiziert (über Generationen hinweg genetisch isoliert von der Wildform gehalten) wurden, ist nicht bekannt. Je nach Autor wird der Domestikationszeitpunkt zwischen 5000 v. Chr. und 2000 v. Chr. vermutet. Ein archäologischer Nachweis ist aufgrund der kleinen Knochen recht schwierig, eine Festlegung des Domestikationszeitpunktes nach molekulargenetischen Untersuchungen ist noch nicht möglich, da die Mutationsgeschwindigkeit in Frage kommender Gensequenzen noch nicht bekannt ist. Einig ist man sich nur, dass Meerschweinchen zuerst in der Altiplano-Region in Südamerika gehalten wurden. Auf der Basis von Funden mumifizierter Meerschweinchen wird angenommen, dass die erste Domestizierung im südlichen Peru und nördlichen Chile stattfand.
Die ältesten Funde, die eindeutig dem Hausmeerschweinchen zugeordnet werden können, stammen aus dem nördlichen Zentralhochland Perus. Sie werden um 900 v. Chr. datiert. Weitere Funde stammen aus der Küstenebene Ecuadors, datiert um 500 v. Chr., und dem Moche-Tal, datiert um 200 v. Chr. Zu dieser Zeit waren die Hausmeerschweinchen schon voll domestiziert und hatten alle Merkmale heutiger Hausmeerschweinchen. Beschrieben wurde das Hausmeerschweinchen 1554 von Conrad Gessner.

### Verhaltensunterschiede zwischen Wild- und Hausmeerschweinchen
Die größten Veränderungen im Verhalten im Laufe der Domestikation kann bei Hausmeerschweinchen im Sozialverhalten der Männchen beobachtet werden. Tschudi-Meerschweinchen leben in Haremsgruppen, bestehend aus einem Männchen und mehreren Weibchen. Die Männchen untereinander sind unter den eingeschränkten Platzverhältnissen in Gefangenschaft absolut unverträglich, es ist nicht möglich, mehrere Männchen zusammenzuhalten, da das stärkere Männchen die schwächeren Männchen töten würde. Nur bei dementsprechend großem Platzangebot in freier Wildbahn bilden sich großräumige Beziehungsgeflechte auch zwischen den Männchen aus, ohne dass sie sich gegenseitig gleich umbringen, sobald sie einander sehen.
Hausmeerschweinchen dagegen werden traditionell in gemischten Gruppen mit mehreren Männchen und mehreren Weibchen unter vergleichsweise engen Platzverhältnissen gehalten, die Gruppengröße liegt meist zwischen 2 und 5 Tieren. Im Laufe zahlloser Generationen sind Männchen entstanden, die auch auf wenig Platz untereinander verträglich sind. Reine Männchengruppen sind bei Hausmeerschweinchen durchaus möglich. Nach Untersuchungen von Norbert Sachser (1994) lernen junge Böcke das adäquate Verhalten gegenüber ihren Geschlechtsgenossen von anderen männlichen Gruppenmitgliedern. Das lässt den Schluss zu, dass Böcke, die ausschließlich in Gesellschaft von Weibchen oder isoliert aufwachsen, später Probleme mit der Verträglichkeit untereinander haben.
Allgemein ist nicht nur die Aggressionsbereitschaft gesunken, sondern das Imponier- und Drohverhalten ist ausdrucksvoller und wird häufiger gezeigt. In gemischtgeschlechtlichen Großgruppen kann sogar ein Zusammenschluss von mehreren Männchen beobachtet werden, die wiederum stärkere Männchen in Schach halten. In der Regel gelingt den heutigen Hausmeerschweinchen ein relativ stressfreies Zusammenleben.
Das Fluchtverhalten hat sich trotz der langen Domestikationszeit voll erhalten, jedoch flüchten Hausmeerschweinchen unkoordinierter als die Wildform. Während Tschudi-Meerschweinchen auf der Flucht über Hindernisse bis 60 Zentimeter Höhe springen, nutzen Hausmeerschweinchen bevorzugt Versteckmöglichkeiten. Sind keine Versteckmöglichkeiten vorhanden, bildet eine in Panik geratene Meerschweinchengruppe ein Knäuel, wobei jedes Tier bestrebt ist, einen Platz unter seinen Gruppengenossen zu ergattern.
Normalerweise wäre zu erwarten, dass im Laufe der Domestikation auch das Fluchtverhalten abnimmt, was aber eher nicht der Fall ist.  Die mangelnde Bereitschaft zu springen ist dagegen ein Domestikationsmerkmal, welches bei vielen Haustierarten, wie etwa der Farbmaus, zu beobachten ist. Tiere, die gut springen und flüchten können, entweichen schneller schon als junge Tiere und stehen deshalb der Zucht nicht mehr zur Verfügung. Dies gilt umso mehr, da Hausmeerschweinchen traditionell nur durch ein niedriges Brett oder ein niedriges Mäuerchen am Ausbrechen gehindert werden.
Tschudi-Meerschweinchen-Böcke verteidigen manchmal ihre Gruppe gegen Prädatoren, um den Weibchen und Jungen die Flucht zu ermöglichen. Ist die Gruppe weit genug geflohen, drehen die Böcke um und fliehen ihrerseits. Dieses Verhalten hat sich bis heute bei den Hausmeerschweinchen erhalten. Es kann jedoch nur unter naturnaher Außenhaltung beobachtet werden.

### Physiologische Unterschiede zwischen Wild- und Hausmeerschweinchen

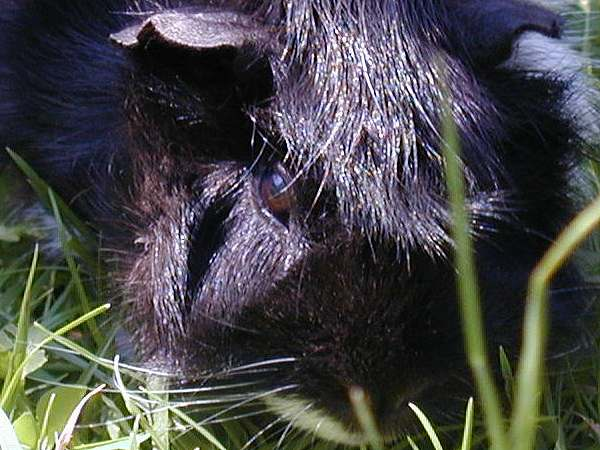
Meerschweinchen mit braunen (dunklen) Augen

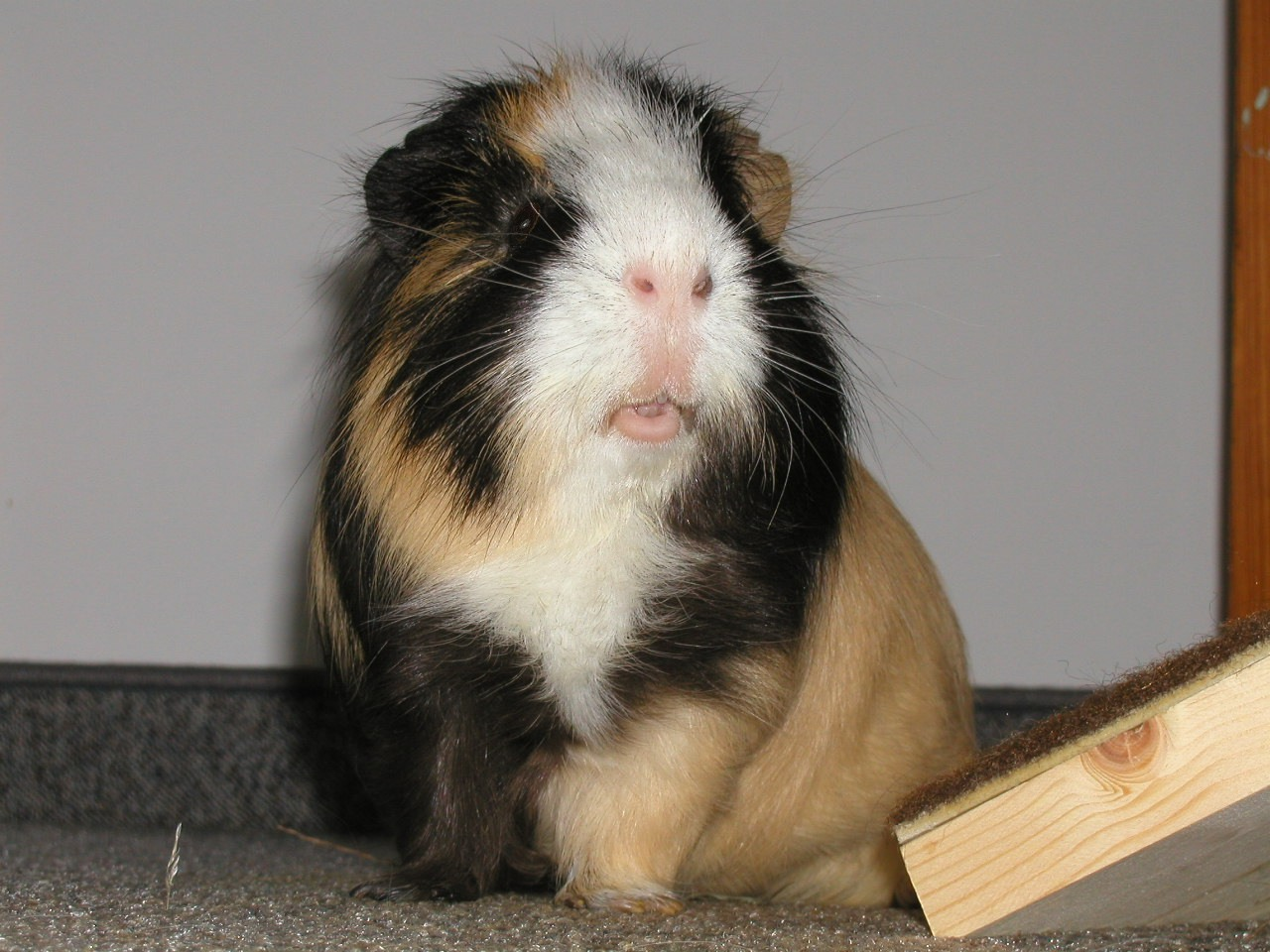
Männliches Glatthaar-Meerschweinchen

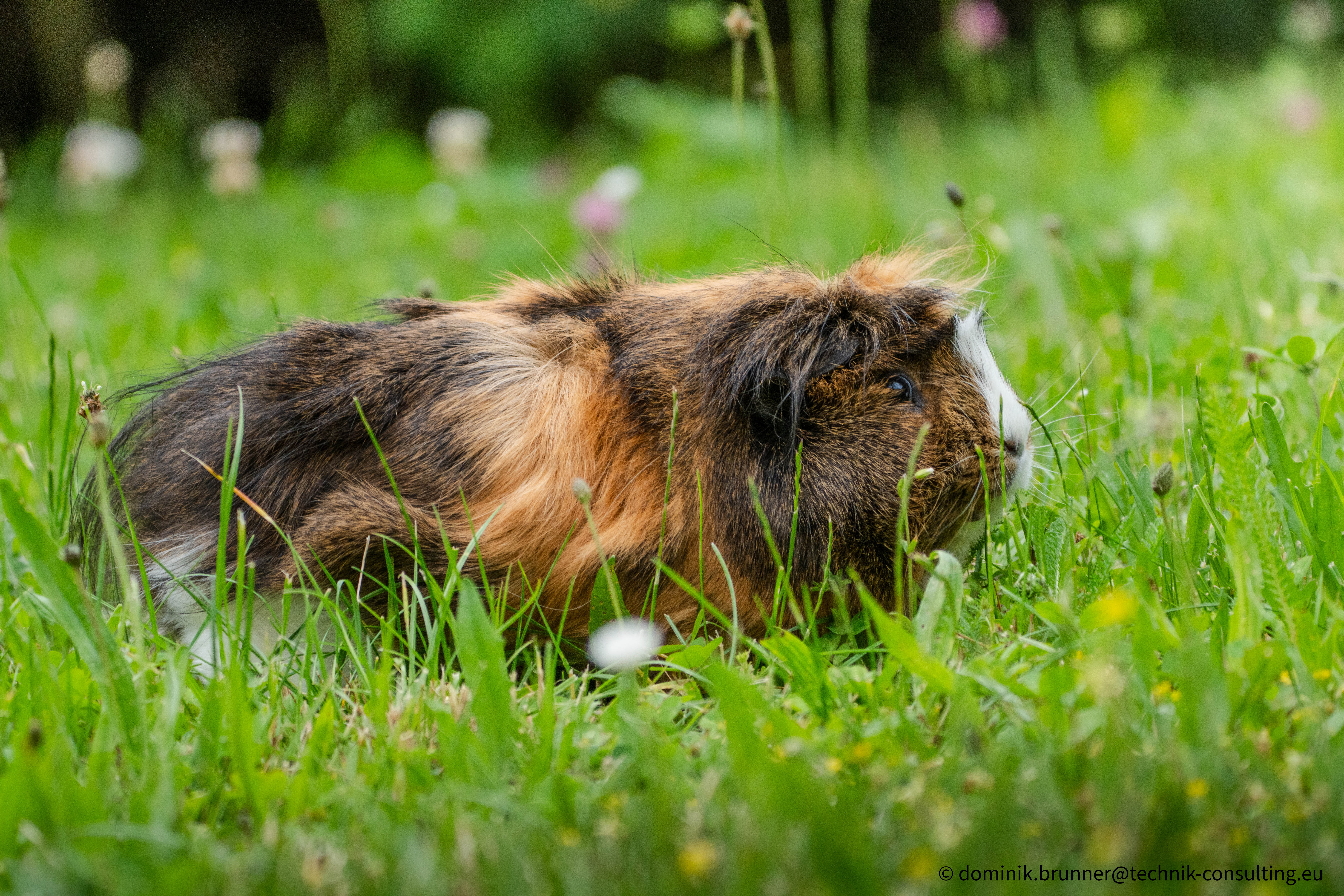
Weibliches Meerschweinchen auf einer Wiese

Der Kopf läuft nicht so spitz zur Schnauze zu wie beim Tschudi-Meerschweinchen. Das Hirngewicht ist im Verhältnis zum Körpergewicht kleiner als bei der Wildform. Der Ohrenansatz ist bei den meisten Hausmeerschweinchen tiefer, die Ohrmuscheln sind größer. Hängeohren kommen häufig vor. Die Augenfarbe kann abhängig von der Haarfarbe dunkel wie bei der Wildform sein, sie kann aber auch rotbraune, rötliche oder blaue Farbtöne aufweisen.
Der Körperbau ist gedrungener und rundlicher und nicht so schmal wie beim Tschudi.
Die Hinterbeine sind kürzer als bei der Wildform. Polydaktylie tritt bei südamerikanischen Linien oft auf: Meerschweinchen mit zu vielen Zehen gelten als besonders zart und schmackhaft. Insbesondere bei den Mastmeerschweinchen können an den Vorderpfoten bis zu acht Krallen statt vier gezählt werden, bei den Hinterpfoten kommen ab und an bis zu sechs statt drei Krallen vor. In Europa und Nordamerika wird darauf geachtet, nur mit normalzehigen Meerschweinchen zu züchten. Polydaktylie gilt als Erbfehler.
Im Laufe der Domestikation haben sich bei den Meerschweinchen eine Vielzahl von Farben und Fellvarietäten gebildet. In Südamerika werden helle Fellfarben mit weißer Haut bevorzugt, damit der Schlachtkörper appetitlicher aussieht. Dunkle, insbesondere schwarze Tiere werden zu vielen rituellen Zwecken gebraucht.
In Europa und Nordamerika wird versucht, unterschiedliche Farben rein zu ziehen und möglichst intensiv zu züchten. Bedingung zur Aufnahme einer Farbe in die unterschiedlichen Rassenbeschreibungen ist die gute Unterscheidbarkeit zu anderen, schon anerkannten Farben.
An Fellvarietäten sind bisher kurzhaarige (Glatthaarmeerschweinchen), langhaarige (Langhaarmeerschweinchen) und Tiere mit gekräuseltem Haar (US-Teddy, CH-Teddy, Rex, Lunkarya) aufgetreten. Zusätzlich existieren noch Tiere mit Wirbeln am Körper (Rosettenmeerschweinchen) oder einem speziellen Kopfwirbel (Crested) sowie Haarlose (Skinny). Auch diese Fellvarietäten werden gezielt gezüchtet und im Rassestandard beschrieben.
Das harsche und halblange Haar der Tschudi-Meerschweinchen ist nur noch bei wenigen Hausmeerschweinchen zu finden, hauptsächlich in alten südamerikanischen Linien.
Das Tschudi-Meerschweinchen kann bei Gefahr einen Teil seiner Rückenhaare abwerfen, diese Fähigkeit ist im Laufe der Domestikation fast vollständig verloren gegangen.

Fellvarianten bei Hausmeerschweinchen
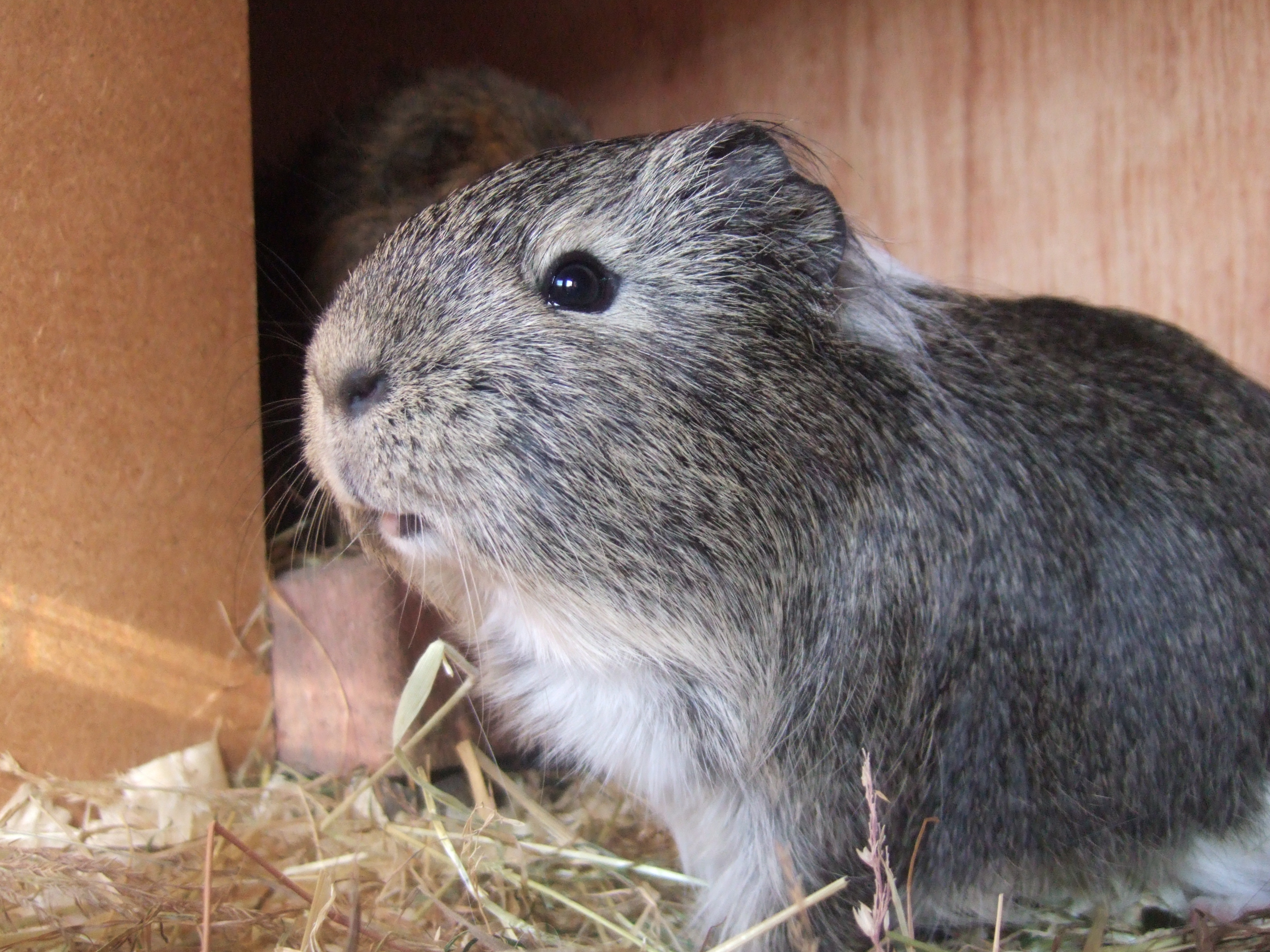
Kurzhaar
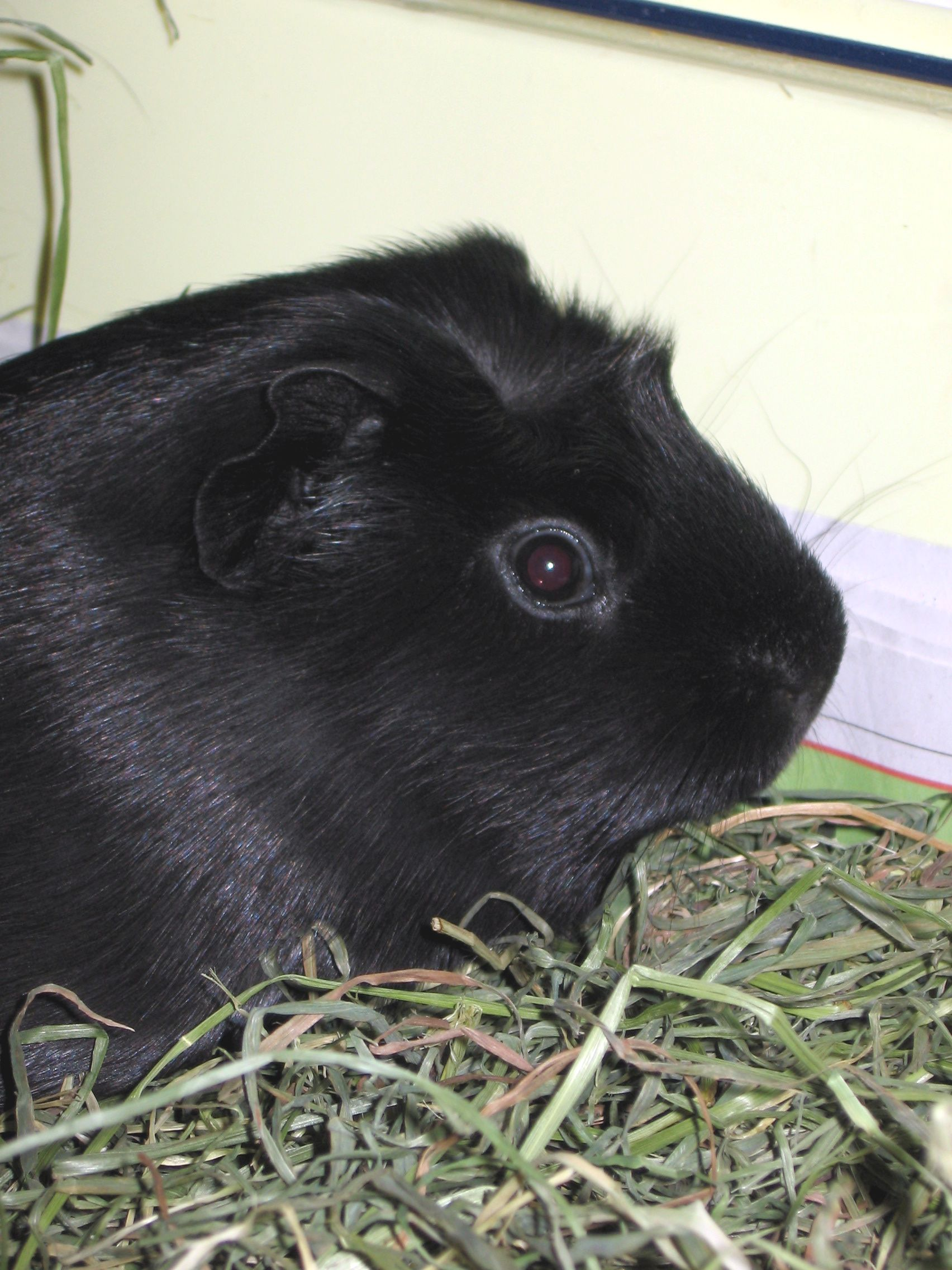
Kopfwirbel
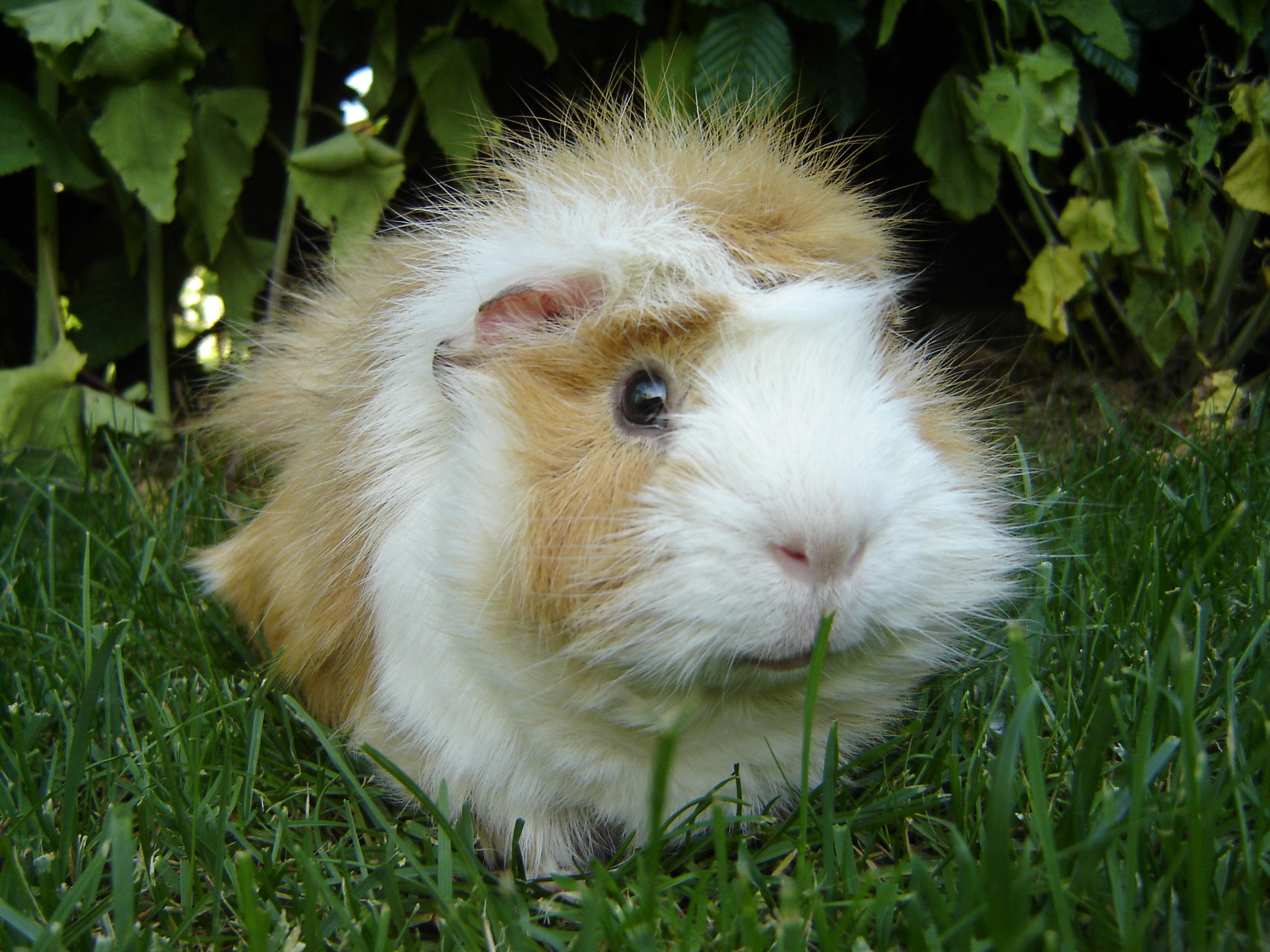
Körperwirbel beim Rosetten- meerschweinchen
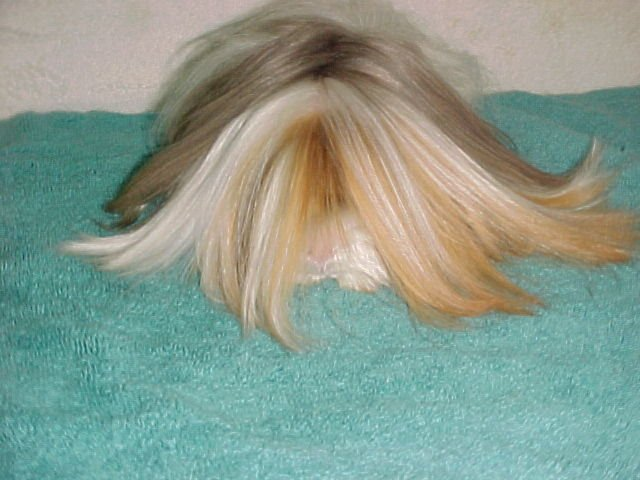
Langhaar

Aufgrund der energiereicheren und saftigeren Ernährung der Hausmeerschweinchen hat sich auch der Verdauungstrakt mit der Zeit angepasst. Der Magen ist größer, so dass Hausmeerschweinchen auch größere Mahlzeiten auf einmal bewältigen können. Der Dünndarm ist länger, um eine längere Strecke zum Entwässern des Nahrungsbreies zu haben. Auch Blind- und Dickdarm sind größer, wahrscheinlich eine Folge der zum Teil erheblich von der Grasnahrung des Tschudi abweichenden Futters, mit welchem die Tiere seit Jahrtausenden zurechtkommen müssen.
Trotz der starken Veränderungen im Verdauungstrakt kommen Hausmeerschweinchen auch heute noch mit der ursprünglichen Grasnahrung der Tschudi-Meerschweinchen zurecht.
Viele alte südamerikanische Linien, die dort seit Generationen innerhalb der Familien zur Eigenversorgung gezüchtet werden, haben noch die ursprüngliche Größe von 500 bis 600 Gramm und etwa gleiche Geburtsgewichte des Tschudi-Meerschweinchens. Die europäischen und nordamerikanischen Linien dagegen sind mit 700 bis 1500 Gramm deutlich größer, da sie von größeren Mastmeerschweinchen abstammen. Die größten Tiere sind die zu Intensivmast gezüchteten Tiere, von denen die nordamerikanischen und europäischen Cuys abstammen. Sie können im Extremfall ein Gewicht bis vier Kilogramm erreichen.

## Anatomie
Bei der Geburt liegt das Gewicht bei etwa 50 bis 140 Gramm, erwachsene Tiere wiegen zwischen 600 und 1300 Gramm (Männchen) beziehungsweise 500 bis 1200 Gramm (Weibchen). Nach etwa einem Jahr ist das Wachstum abgeschlossen. Die Geschlechtsreife tritt aber schon viel früher ein. Für Männchen wird eine Geschlechtsreife mit 3 Wochen angegeben, für Weibchen mit ungefähr 4 Wochen (siehe auch weiter unten Fortpflanzung). Der weibliche Sexualzyklus dauert durchschnittlich 18 Tage.

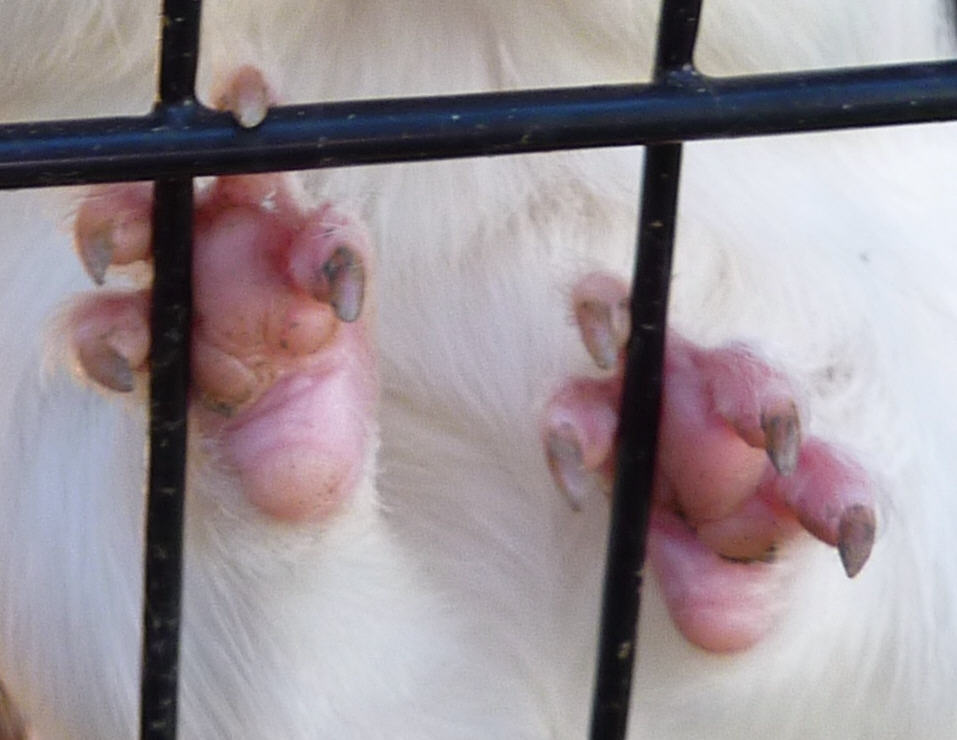
Vorderpfoten eines Meerschweinchens

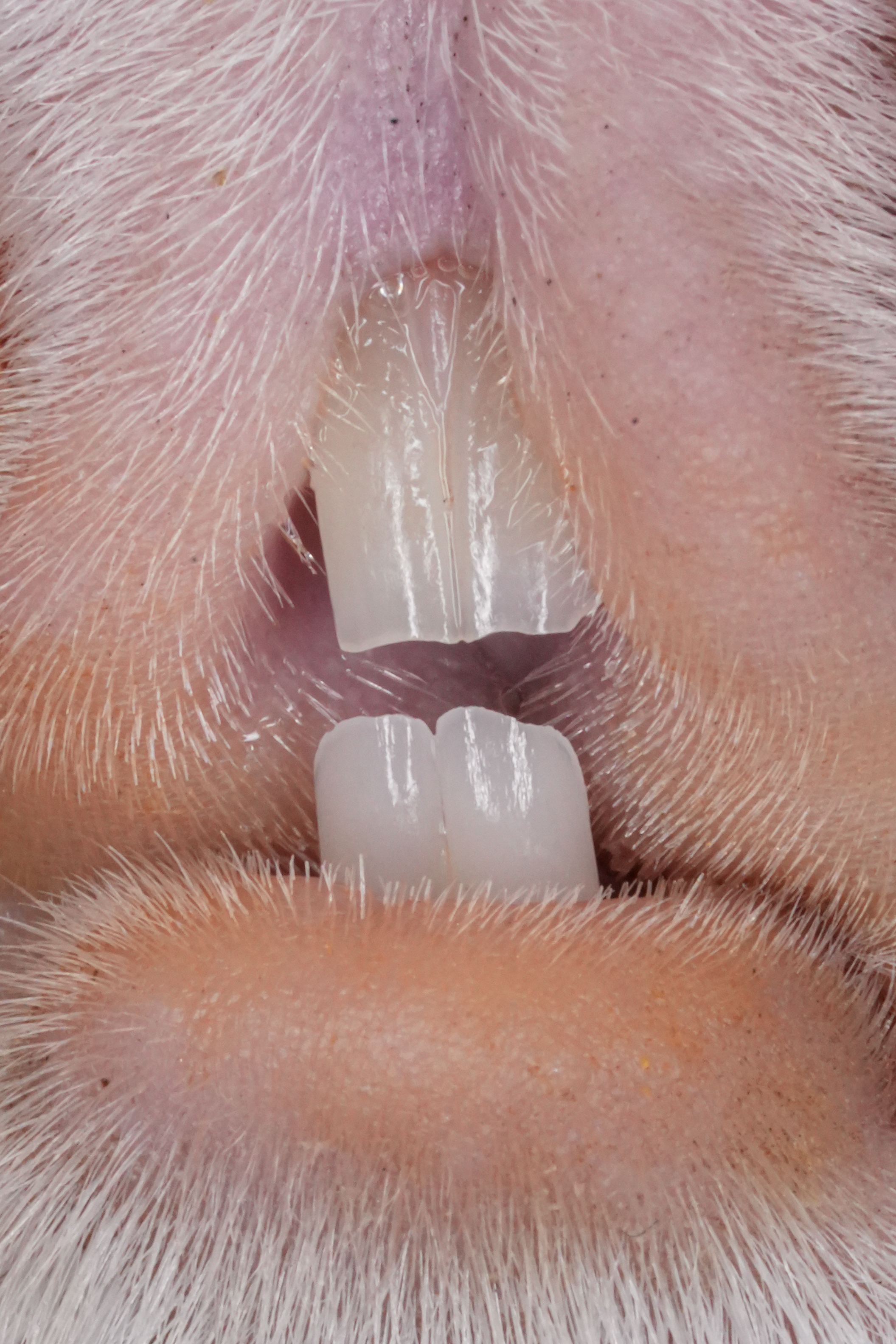
Nagezähne eines Hausmeerschweinchens

Hausmeerschweinchen besitzen sieben Hals-, zwölf Brust-, sechs Lenden-, vier Kreuzbein- und sieben Schwanzwirbel. Trotzdem weisen sie keinen sichtbaren Schwanz auf (ähnlich wie das Steißbein beim Menschen). Das Schlüsselbein ist zurückgebildet. An den Vorderpfoten sind vier, an den Hinterpfoten drei Zehen ausgebildet.
Das Gebiss der Meerschweinchen hat insgesamt 20 Zähne, davon sind 4 Schneide- und 16 Backenzähne (ein Schneidezahn, ein Prämolar und drei Molaren pro Kieferhälfte). Zwischen dem Schneidezahn und dem Prämolar befindet sich ein großer zahnfreier Zwischenraum (→ Zahnformel). Der Zahnwechsel findet bereits vor der Geburt im Mutterleib statt, sodass die Jungtiere mit dem bleibenden, bis auf zwei Zähne (die dritten Backenzähne) bereits vollständigen Gebiss geboren werden. Die Zähne haben offene Wurzeln, so dass sie zeitlebens wachsen und durch Nagen abgenutzt werden müssen. Pro Woche wachsen sie 1,2 bis 1,5 Millimeter, das sind pro Monat 5 bis 6 Millimeter.
Meerschweinchen sind reine Pflanzenfresser und besitzen deshalb einen großen Verdauungsapparat, welcher etwa ein Viertel der Körpermasse ausmacht. Der gesamte Darm ist ungefähr 2,2 Meter lang, wobei der Dünndarm 1,3 Meter ausmacht. Der Dickdarm des Meerschweinchens ist auf die Aufspaltung von Zellulose spezialisiert. Im Blinddarm befinden sich zahlreiche Bakterien, welche Zellulose aufspalten und Vitamine bilden. Hier wird auch der vitaminreiche Blinddarmkot gebildet, welchen die Tiere nach der Ausscheidung wieder aufnehmen. Meerschweinchen nehmen pro Tag etwa 60 bis 80 kleine Mahlzeiten zu sich. Das Volumen des Magens beträgt etwa 20 bis 30 Milliliter. Es kann fünf bis sieben Tage dauern, bis die Nahrung den Verdauungstrakt vollständig passiert hat. Meerschweinchen können nicht erbrechen, haben also keine Möglichkeit, Nahrung auf diesem Wege loszuwerden. Wenn ein Meerschweinchen operiert werden muss, darf es auf keinen Fall vorher ausgenüchtert werden, da dies die gesamte Verdauung durcheinanderbringt und außerdem keinen Sinn hat, da die Tiere sowieso nicht erbrechen können. Meerschweinchen haben eine Darmflora, die sich nur langsam auf neue Nahrung einstellen kann. Deshalb dürfen Futterumstellungen niemals zu rasch erfolgen. Obwohl sie reine Pflanzenfresser sind, fressen die Weibchen nach einer Geburt die Nabelschnur des Jungen und meistens auch die Plazenta.

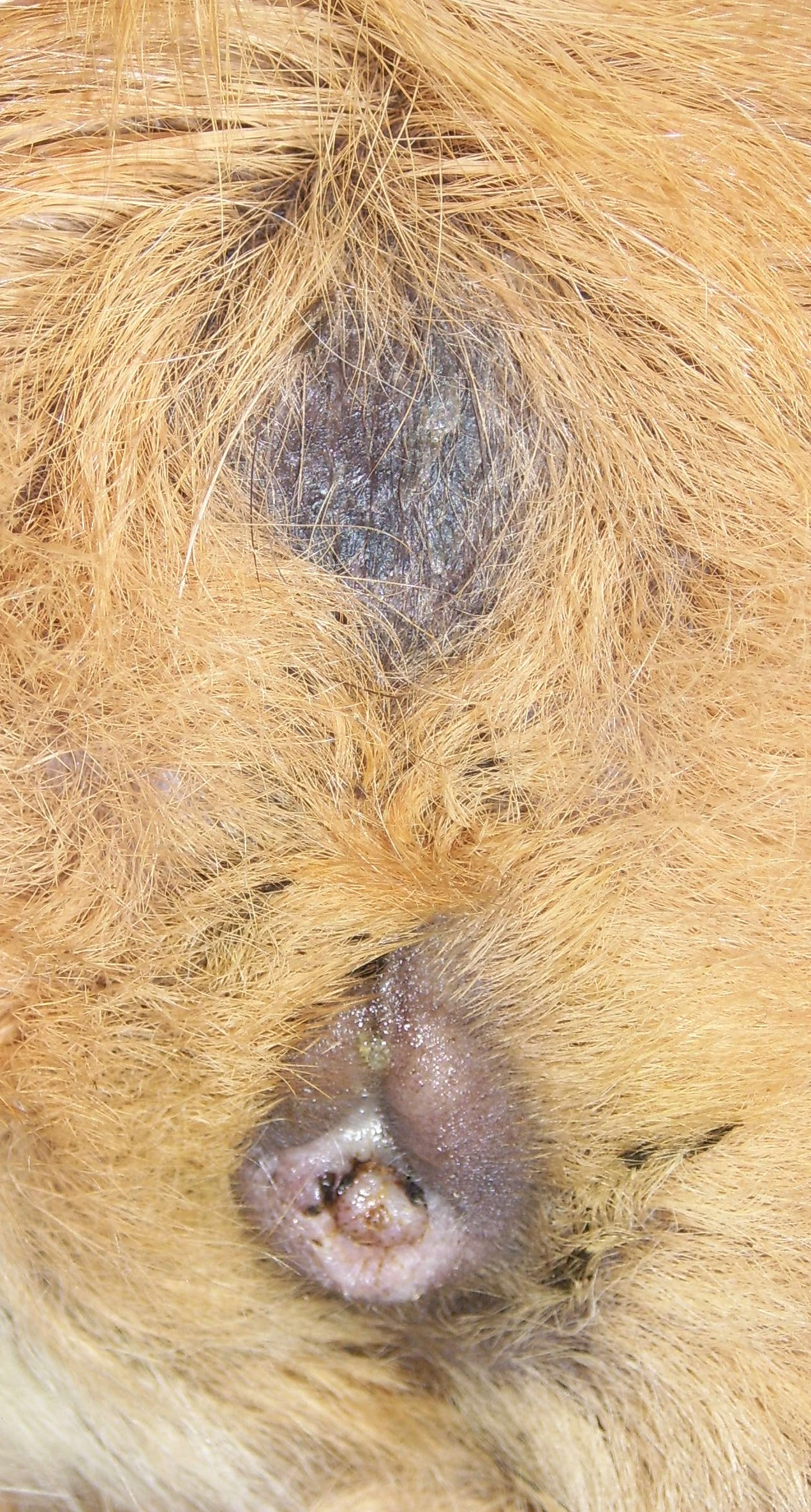
Kaudaldrüse (dunkles Hautfeld im Bild oben), Anus, Perinealdrüse und Vorhautöffnung bei einem kastrierten Meerschweinchenbock

Unterhalb des Afters befindet sich in einer Hautfalte die Perinealtasche, die nur bei Meerschweinchen vorkommt. Sie ist bei Männchen intensiver ausgebildet als bei Weibchen. Beim Männchen enthält sie Duftstoffe, die willkürlich entleert werden können, weshalb angenommen wird, dass es ein mit der Genitalfunktion zusammenhängendes Duftorgan ist. Oberhalb des Afters befindet sich die Kaudaldrüse, die mit Talgdrüsen angereichert ist. Diese Drüse produziert sexuelle Duftstoffe und ist bei geschlechtsreifen Männchen am stärksten ausgebildet.
Die Blutmenge beträgt etwa sechs Prozent des Körpergewichtes. Eine Sonderform der weißen Blutkörperchen bei Meerschweinchen sind die Kurloff-Zellen.

## Physiologie

Meerschweinchen besitzen Tasthaare (Vibrissen)

- Lebenserwartung: 6 bis 8 Jahre (Extremfälle bis 15 Jahre)
- Körpertemperatur: 37,5–39 °C (bei extremeren Abweichungen zwischen 37,4–39,5 °C)
- Atemfrequenz: 100–130 Züge pro Minute (in Extremfällen bis zu 150 Zügen pro Minute)
- Herzfrequenz: 230–380 Schläge pro Minute (durchschnittlich 300 Schläge pro Minute)
- Sehvermögen: Meerschweinchen besitzen einen weiten Sichtradius, können dafür Entfernungen schlechter abschätzen. Sie können zwar Farben unterscheiden, was aber keine größere Bedeutung zu haben scheint. Das Verhältnis der Stäbchen (die für das Hell-Dunkel-Sehen verantwortlich sind) zu den Zapfen (die für das Farbsehen verantwortlich sind) beträgt 4–5 : 3. Bei Meerschweinchen kreuzen über 99 % der Nervenfasern in der Sehnervenkreuzung, weshalb der konsensuelle Pupillenlichtreflex kaum ausgeprägt ist.[15]
- Hörvermögen: Meerschweinchen besitzen ein größeres Hörspektrum als Menschen, besonders, was hohe Töne betrifft. Laut Ilse Pelz liegt „die oberste Hörgrenze […] bei 33.000 Hertz (beim Menschen etwa 15.000 bis 20.000 Hertz), die untere Grenze liegt bei etwa 16 Schwingungen pro Sekunde (beim Menschen etwa gleich).“[11]
- Geruchssinn: Meerschweinchen haben einen sehr gut ausgeprägten Geruchssinn, der den des Menschen bei Weitem übertrifft. Der Geruchssinn scheint der wichtigste Sinn für die Tiere zu sein. Sie nehmen ihre Umwelt sehr stark über Gerüche wahr.
- Tastsinn: Meerschweinchen verfügen über Schnurrhaare (Vibrissen), mit denen sie sich im Dunkeln besser orientieren können.[11][16][14]

## Ernährung

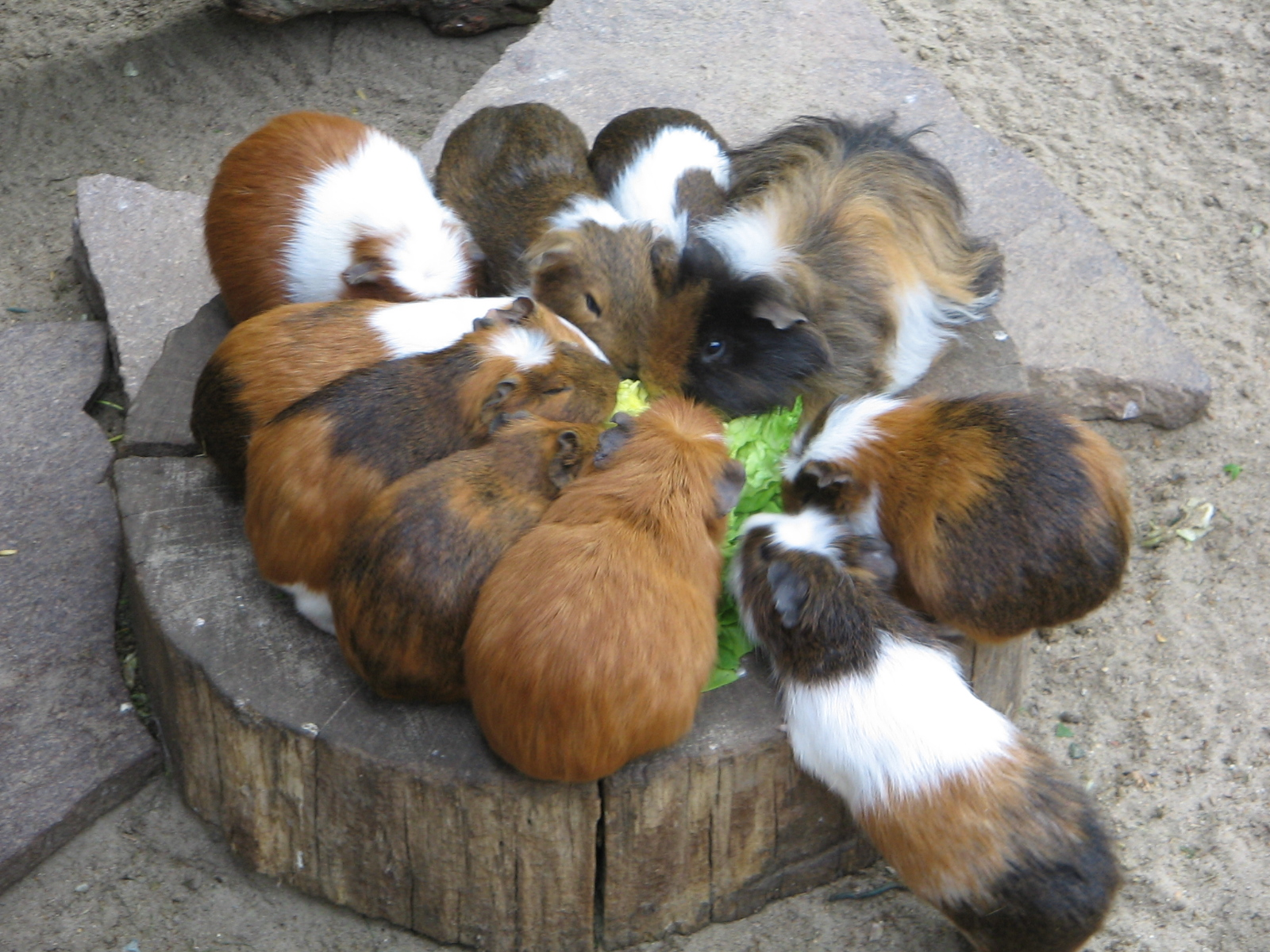
Meerschweinchengruppe frisst Endiviensalat.

Meerschweinchen sind Pflanzenfresser, die kein tierisches Eiweiß benötigen. Basis ihrer Ernährung sind Heu oder Gras, das sie unregelmäßig über den Tag verteilt zu sich nehmen. Die Tiere brauchen täglich mindestens zehn Prozent des eigenen Körpergewichts an Frischfutter. Die Aufnahme vieler kleiner Mahlzeiten und ausreichend Ballaststoffe sind wichtig für die Darmperistaltik und damit für den Weitertransport des Nahrungsbreis im Magen-Darm-Trakt. Frisches Wasser und Heu sollte immer angeboten werden. Handelsübliches Körnerfutter, Leckerlies und Knabberstangen mit Getreide sowie Brot sind gesundheitsschädlich.

### Futterpflanzen des Meerschweinchens
- Wiese (Gräser und Wildkräuter)
- blättriges Gemüse (Salate, Küchenkräuter und Gemüsegrün)
- Rinde und Laub von Weide, Hasel, Pappel, Birke, Buche, Obstbäumen uvm.
- in geringen Mengen Wurzelgemüse (Möhren, Pastinaken, …), Fruchtgemüse (Paprika, Tomate, …) und Obst

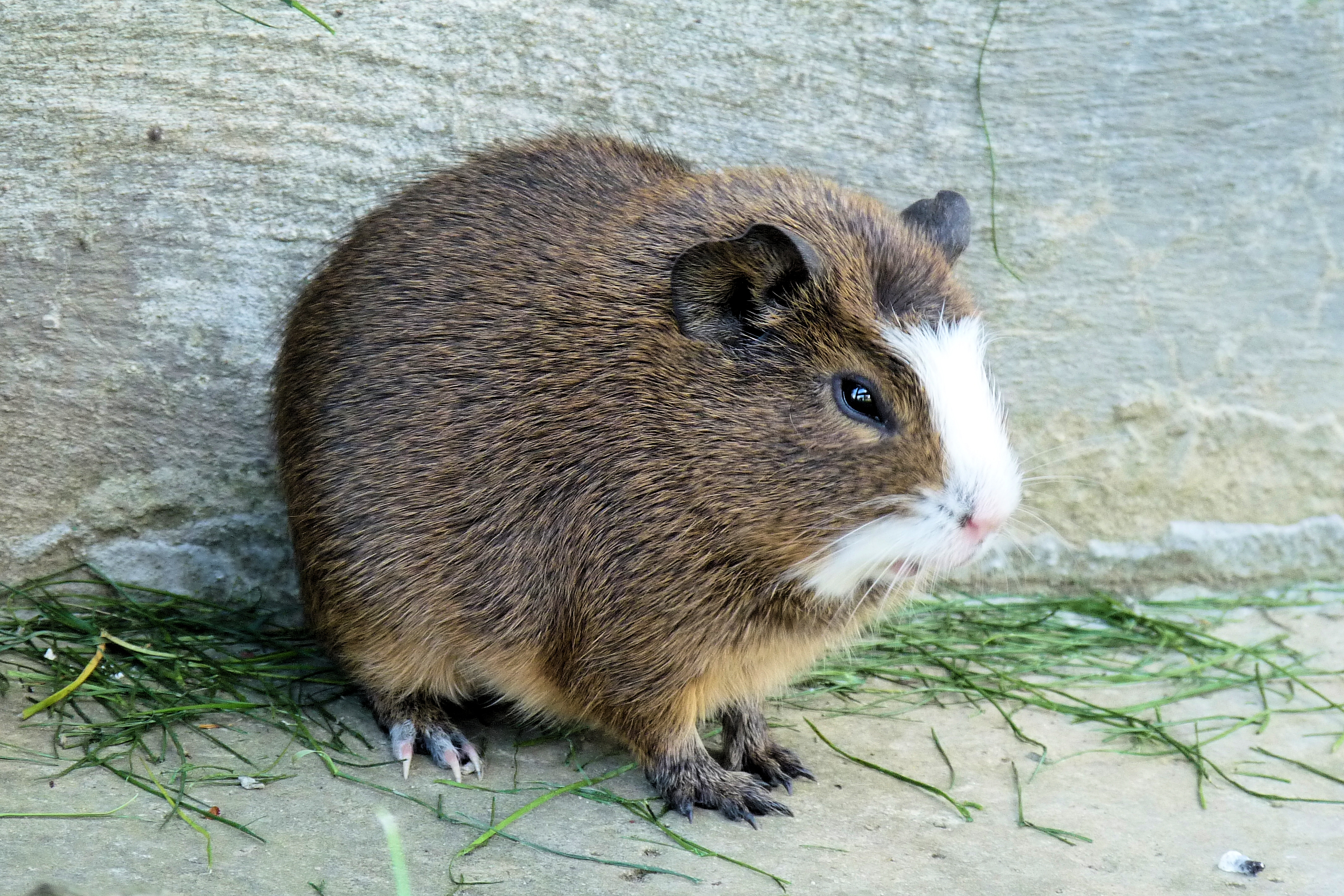
Typische Körperhaltung eines Meerschweinchens nach falscher Fütterung: Gesträubtes Fell und gekrümmter Rücken.

Wenn die Ernährung zu schnell auf Frischfutter, insbesondere Gras im Frühling, bzw. neue Futtersorten umgestellt wird, können sie Verdauungsprobleme bekommen. Kopfsalat kann wegen des hohen Nitratgehalts Durchfall und Blähungen verursachen und darf nur in geringen Mengen gefüttert werden. Endiviensalat wird hingegen gut vertragen.
Meerschweinchen entwickeln bei Vitamin-C-Mangel Skorbut. Je nach Alter benötigt ein Meerschweinchen 5 bis 20 Milligramm Vitamin C pro Tag.
Die Zähne werden durch ständiges Kauen abgeschliffen. Stellt ein Meerschweinchen das Fressen ein, kann sich außerdem durch die nachwachsenden Backenzähne eine Zahnbrücke über der Zunge oder Zahnspitzen bilden, die die Nahrungsaufnahme erschwert oder unmöglich macht und zum Tod des Tieres führen kann. Eine weitere Besonderheit ist das lebenswichtige Fressen des so genannten Blinddarmkotes. Diese relativ weichen Kotballen werden direkt vom After aufgenommen, weil sie wichtige Bakterien enthalten, welche der Deckung des Vitamin-B-Bedarfs und Großteilen des Vitamin-K-Bedarfs der Tiere dienen.
Da Hausmeerschweinchen eine hohe Resorptionsrate für Kalzium haben, führt die Verfütterung kalziumreicher Futtermittel (besonders getrocknete Kräuter) aufgrund der Ausscheidung über die Niere und des basischen Harns schnell zur Bildung von Harnsteinen.

### Für Meerschweinchen giftig
Meerschweinchen erkennen normalerweise instinktiv die für sie geeigneten Nahrungspflanzen. Wie bei allen Haustieren ist dieser Sinn bei Hausmeerschweinchen mehr oder weniger getrübt. Wenn das Angebot vom Menschen bestimmt wird, kann es unbeabsichtigt passieren, dass sie von Giftpflanzen fressen oder von Pflanzen, die speziell für Meerschweinchen giftig sind. Dazu zählen neben den allgemein als giftig bekannten Pflanzen diese in Gärten vorkommenden Zierpflanzen, deren Aufnahme verhindert werden muss:
Alpenveilchen, Buschwindröschen, Buchsbaum, Christrose, Eibengewächse, Efeu, Farne, Ginster, Geranien, Heckenkirsche, Holunder, Lebensbaum, Lilien, Lupinen, Maiglöckchen, Narzissen, Oleander, Primeln, Rhododendron, Schneeglöckchen, Stechapfel, Sommerflieder und Wacholder.

## Verhalten

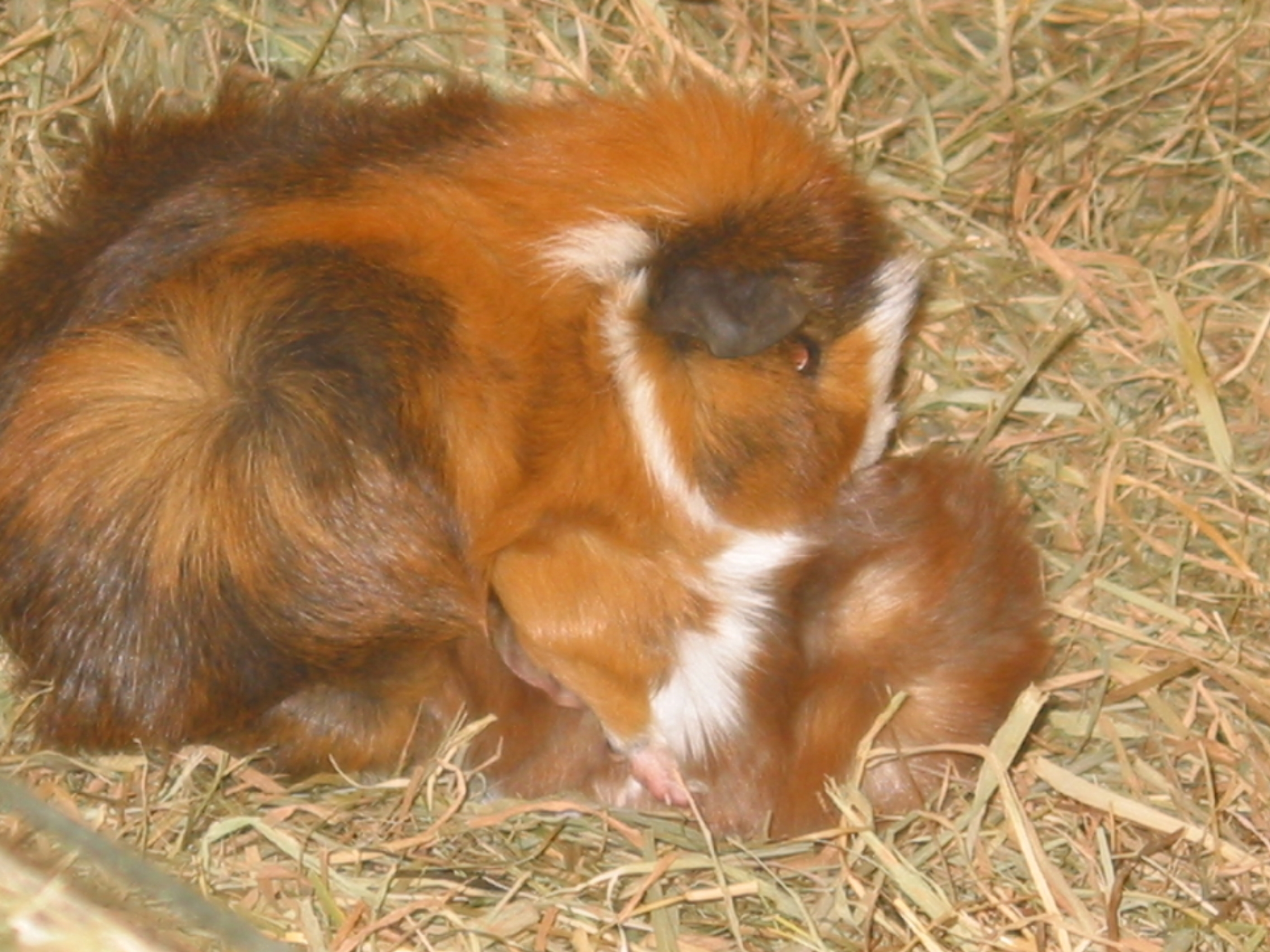
Weibliches säugendes Rosettenmeerschweinchen

### Aktivität
Hausmeerschweinchen haben einen polyphasischen Aktivitätsrhythmus, das heißt Aktivitäts- und Ruhephasen wechseln sich mehrfach ab. Das gilt nicht nur für den Tag, sondern auch für die Nacht. Rund um die Uhr nehmen Hausmeerschweinchen 60 bis 80 kleine Mahlzeiten zu sich. Daher ist es sehr wichtig, dass den Tieren rund um die Uhr zumindest Wasser und Heu zur Verfügung stehen. Ihre Hauptaktivitätszeiten können die Tiere an Umweltbedingungen oder Gewohnheiten ihrer Besitzer (Fütterungszeiten, Beschäftigung) anpassen.

### Komfortverhalten

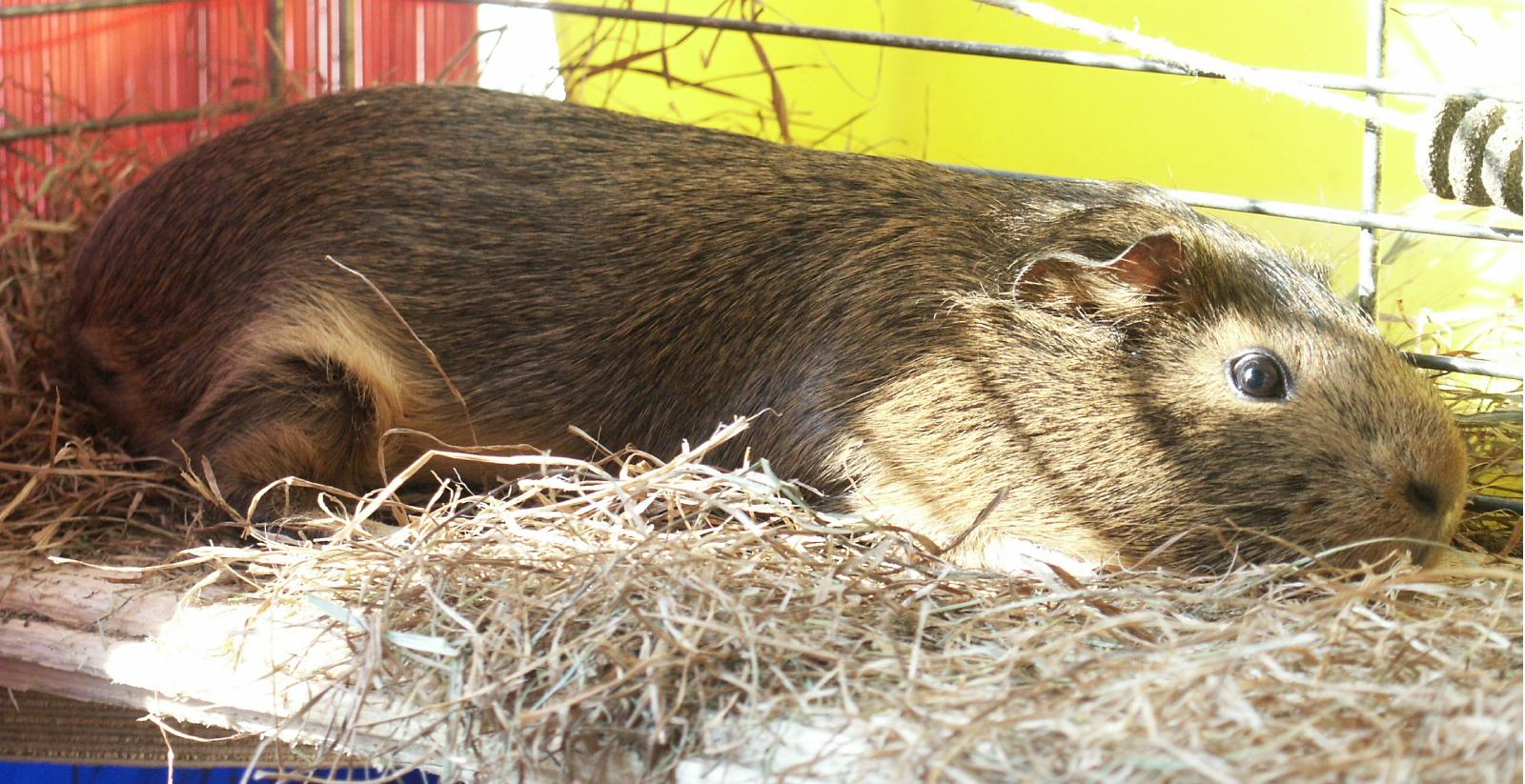
Weibliches Glatthaar döst in der Sonne.

Zum Komfortverhalten von Meerschweinchen gehört entspanntes Dösen, bei dem die Meerschweinchen mit dem Kopf auf dem Boden und mit lang ausgestrecktem Körper herumliegen. Die Hinterbeine können dabei entweder zu einer Seite zeigen oder seltener zu beiden Seiten. Wenn sie zu beiden Seiten nach hinten weggestreckt werden, liegen die Beine mit dem Innenschenkel auf dem Boden. Die Vorderfüße liegen entweder unter dem Kopf oder frei zur Seite gestreckt. Auch seitliches Liegen kommt vor.
Haben die Meerschweinchen die Möglichkeit zum Sonnen, sieht man sie oft auch entspannt in der Sonne dösen, solange es nicht zu warm dafür ist.

Schlafen und Dösen wird sehr oft mit Strecken des Körpers und der Vorderbeine und Gähnen beendet. Beunruhigte Meerschweinchen dagegen stehen sofort auf, ohne sich zu strecken und zu gähnen.

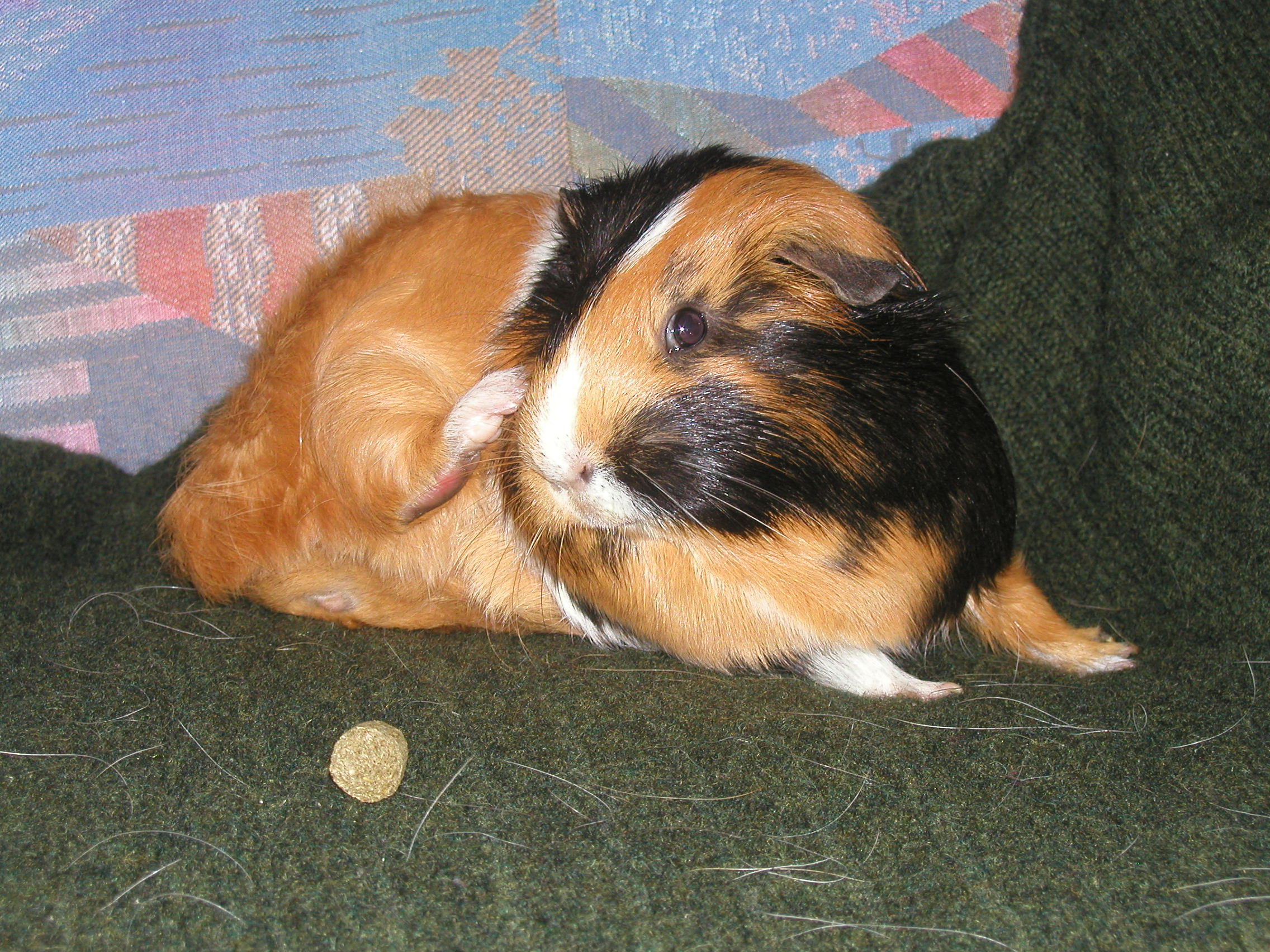
Ein Glatthaar-Meerschweinchen kratzt sich mit dem Fuß.

Kratzen und Knabbern sind meist häufiger zu beobachten als ausgiebiges Putzen. Zudem können diese als Übersprunghandlung (Verlegenheitsgeste) auftreten.
Die Nase wird mit den Vorderpfoten geputzt, wobei die Laufflächen immer zum Boden hin zeigen und die Zehen leicht nach innen zur Vorderpfotenfläche hin gekrümmt sind. Entweder wird die Nase mit beiden Vorderpfoten gleichzeitig geputzt, wobei sich die Pfoten parallel bewegen, oder es wird nur eine Pfote benutzt. Ein Kratzen der Nase mit einer Hinterpfote ist möglich, wobei die Hinterpfote seitwärts am Körper und Vorderpfoten vorbeigeführt wird und der Kopf der Hinterpfote entgegengedreht wird. Die Vorderpfoten stehen dabei fest auf dem Boden.
Spielverhalten ist bei Meerschweinchen nicht so ausgeprägt wie bei anderen Säugetieren. Man sieht junge Meerschweinchen oft Luftsprünge machen, wobei sie wie Pferde mit den Hinterbeinen ausschlagen oder mit rundem Rücken und allen vier Beinen gleichzeitig in die Höhe springen. Je nach Konstitution und Alter der Meerschweinchen können diese Luftsprünge 5 bis 25 cm Höhe erreichen. Unter allgemein üblichen Haltungsbedingungen erhalten sich diese Luftsprünge bis ins hohe Alter und gelten bei den Haltern als ein Zeichen von Wohlbefinden. Auch die gesamte Gruppe kann durch ein einzelnes Tier zum Hüpfen veranlasst werden, was eine gewisse Ähnlichkeit mit Popcorn hat. So wurde von Meerschweinchenhaltern der Begriff „popcornen“ für diese Luftsprünge geprägt. In sehr großen Außenhaltungsgehegen kommen solche Luftsprünge bei ausgewachsenen Meerschweinchen kaum vor.

### Nahrungssuche und -aufnahme

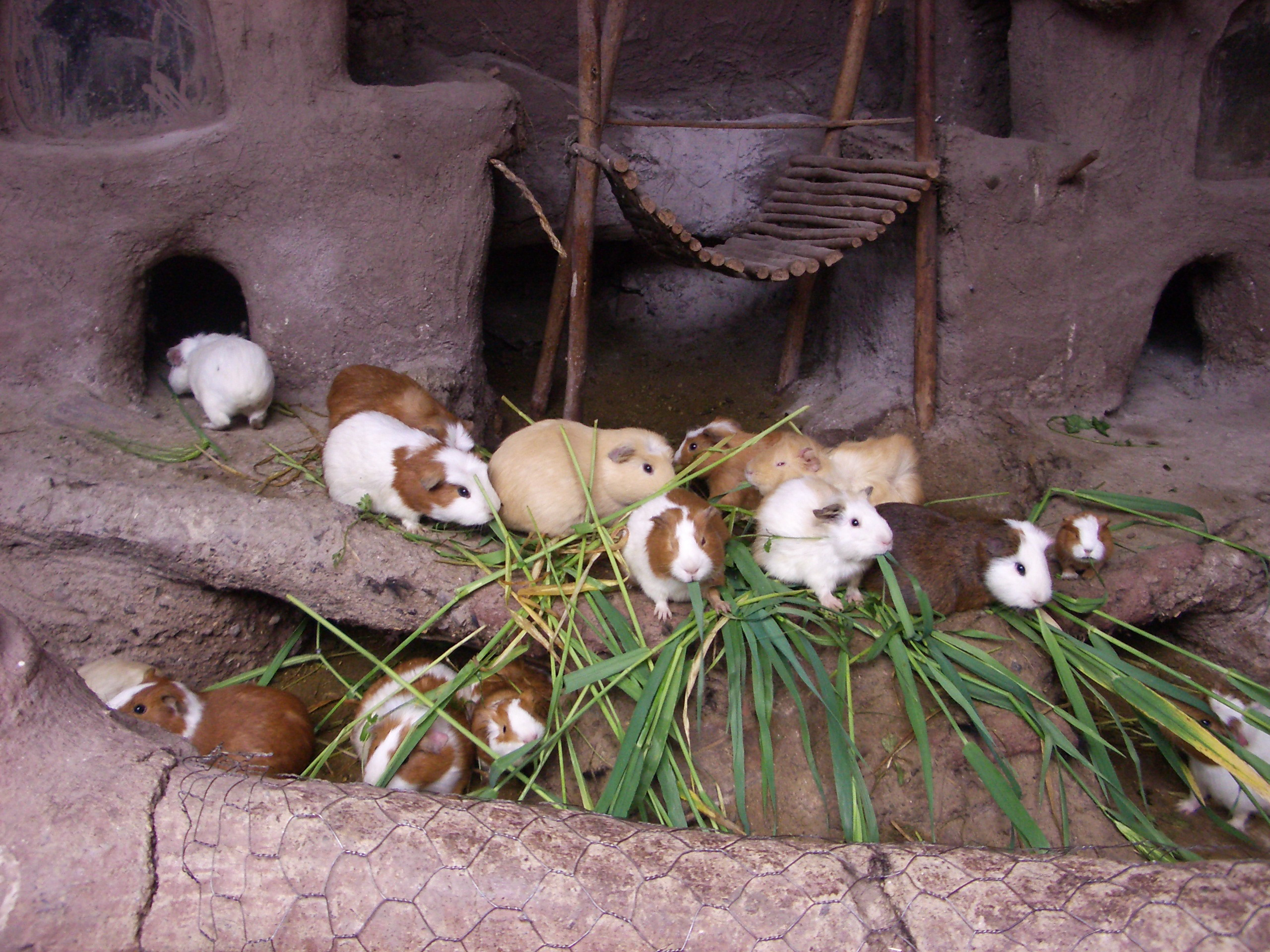
Meerschweinchengruppe am Fressplatz

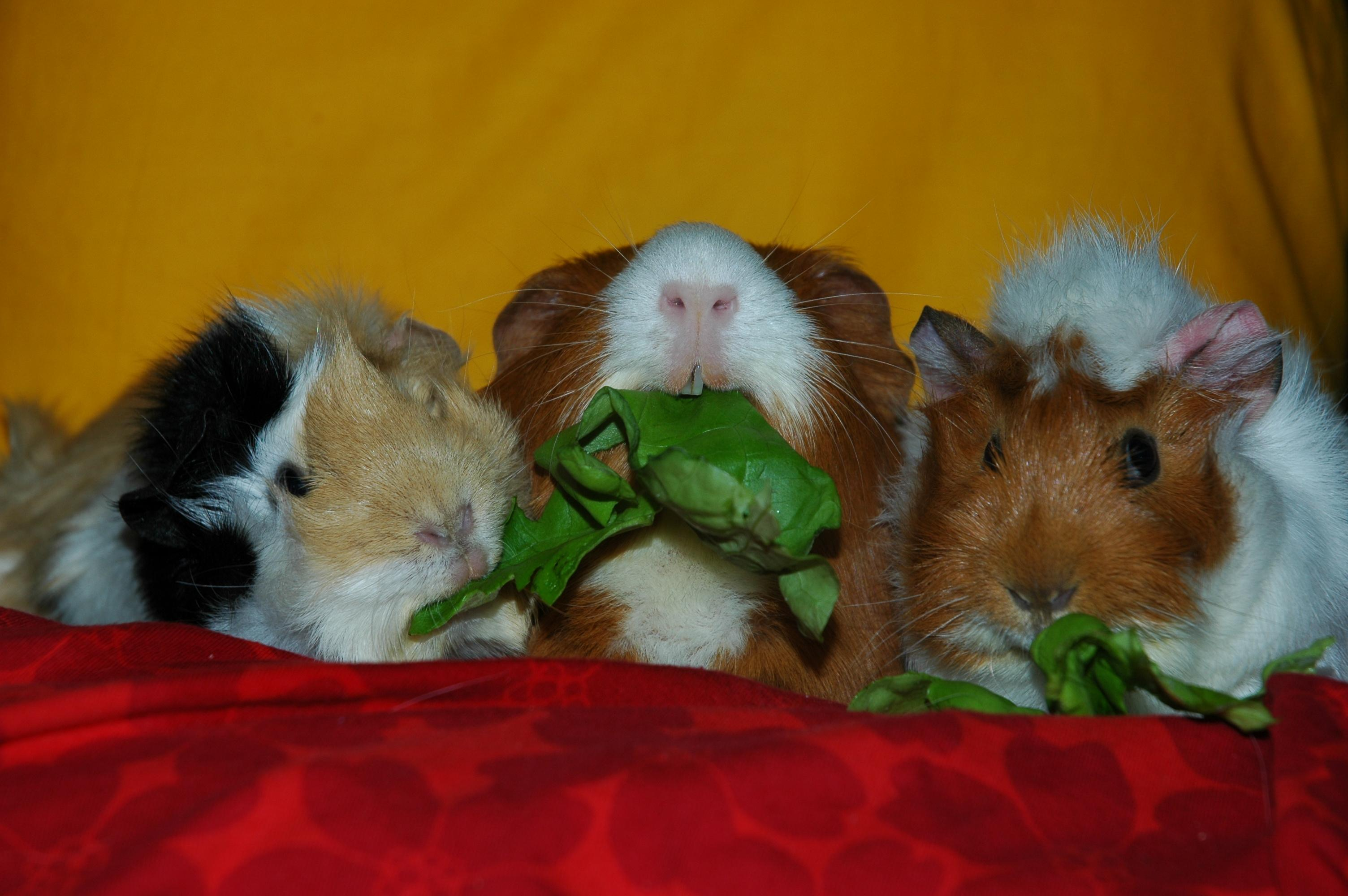
Drei Hausmeerschweinchen beim Fressen von Löwenzahn

Normalerweise haben Meerschweinchen ihre festen Futterstellen im Stall und Käfig, zu denen sie nicht weit zu laufen brauchen. Sie laufen also nur aus ihren Hütten, fressen und ziehen sich wieder zurück. Liegt das bevorzugte Futter auf einem zu kleinen Platz, fangen die Meerschweinchen innerhalb der Gruppe an zu streiten, sie versuchen, sich durch Tritte nach hinten und zur Seite Platz zu verschaffen, und sie schnappen nach ihren Fressnachbarn. Die ranghöheren Tiere setzen sich hierbei meist durch und kommen so an das meiste Futter. Rangniedere Tiere akzeptieren ihren niedrigeren Status prinzipiell, trauen sich meist aber trotzdem ans Futter, ohne zu warten, bis die ranghöheren Tiere fressen oder bis diese fertig sind.
Wird das Futter weiträumig verteilt, verteilen sich die Meerschweinchen, so dass Streitereien weit weniger häufig vorkommen. Generell sind Meerschweinchen aber sehr gierig und gefräßig, insbesondere bei Leckerbissen wie Löwenzahn und Obst, und jederzeit bereit, soziale Ränge zu missachten. Werden sie verjagt, quittieren sie das mit viel Geräusch, ziehen sich aber kaum dauerhaft zurück.
Nur in sehr großen, naturnah gestalteten Außengehegen können alle Verhaltensweisen zur Futtersuche beobachtet werden, die noch von der Wildform erhalten geblieben sind. So legen auch Hausmeerschweinchen regelrechte Trampelpfade zu ihren bevorzugten Futterplätzen an. Steht ihnen eine größere Wildwiese zur Verfügung, ist diese schon nach einigen Tagen durchzogen von solchen Trampelpfaden, die meist in buschige Zonen führen.

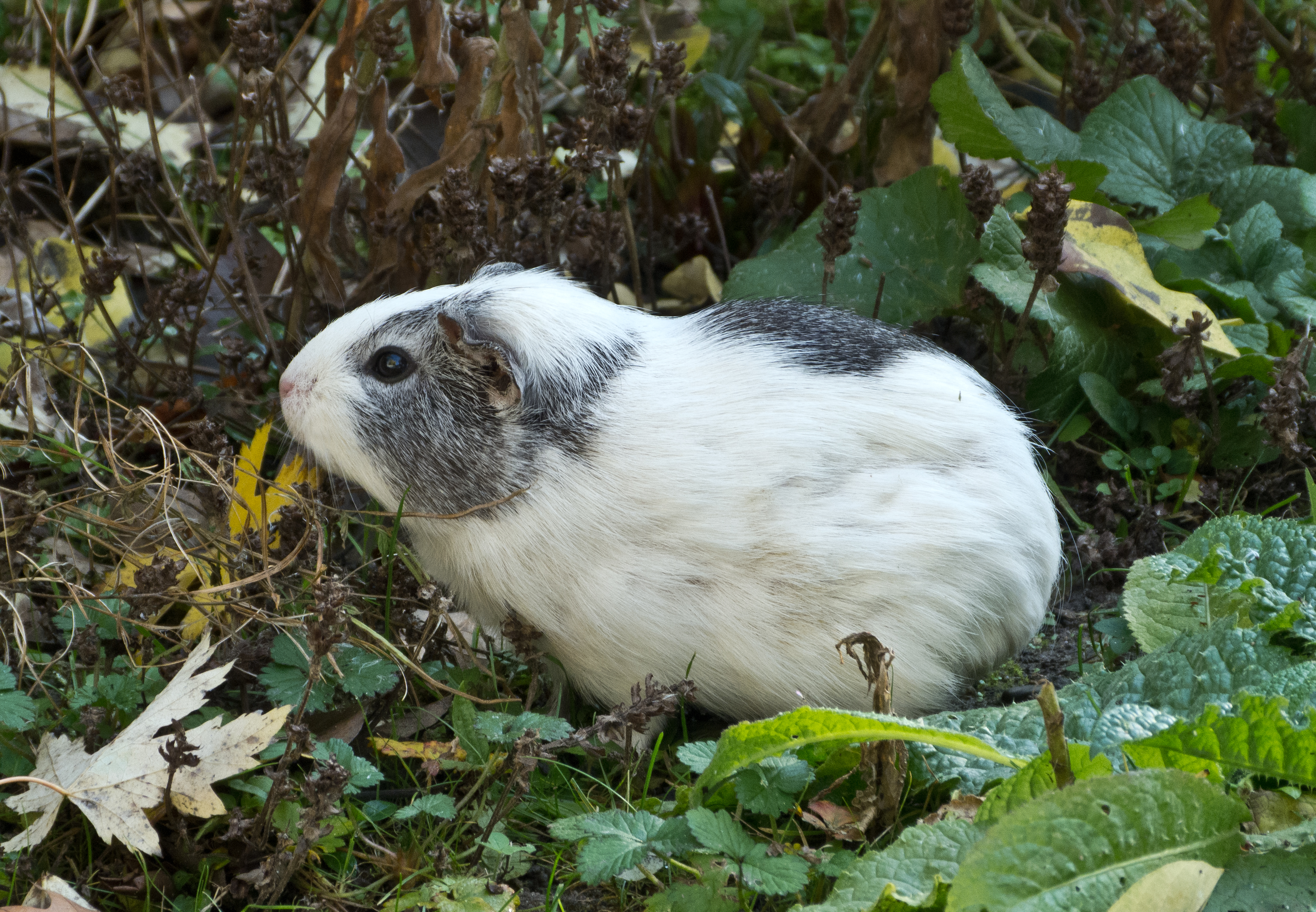
Meerschweinchen im Freigehege

Innerhalb von Dickichten werden regelrecht Gänge gefressen und getrampelt, die genau dem Körperumfang der Meerschweinchen entsprechen. Die Futterstellen werden bevorzugt über solche nach oben hin geschlossene Gänge aufgesucht, auch wenn das einen großen Umweg bedeutet. Nur selten entfernen sich die Meerschweinchen weit von den Eingängen solcher Dickichtgänge.
Sind schon Weidetiere gleich welcher Art auf einer Wiese, kommen Hausmeerschweinchen schneller aus ihren Deckungen, als wenn keine Weidetiere auf der Wiese sind. Die Weidetierart ist egal, es können Schafe, Rinder, Pferde, Degus, Kaninchen oder andere Arten sein. Meerschweinchen lernen sehr schnell, Nicht-Weidetiere wie Krähen, Katzen und Singvögel von Weidetieren zu unterscheiden. Auch lernen sie sehr schnell, auf Warnsignale anderer Arten zu reagieren – selbst das Warnklopfen von Kaninchen führt innerhalb weniger Tage zur Flucht. Ansonsten richten sie sich nach dem Verhalten der anderen Weidetiere: Grasen diese ruhig, grasen auch die Meerschweinchen; sobald auch nur ein Weidetier aufschreckt oder die anderen Weidetiere das Grasen einstellen, flüchten alle in Sichtweite befindlichen Meerschweinchen.
Nur noch rudimentär erhalten geblieben ist der Zusammenhalt der Gruppe während des Weidens. Während Tschudi-Meerschweinchen recht eng beieinanderbleiben und es vermeiden, einzeln zu grasen, verteilen sich Hausmeerschweinchen großräumig. Auch kommt es vor, dass einige Meerschweinchen grasen, andere schlafen und die nächsten Körperpflege betreiben – bei den Tschudi-Meerschweinchen macht die Gruppe im Gegensatz dazu alles gemeinsam, ob Fressen, Körperpflege oder Dösen.
Tschudi-Meerschweinchen bilden grundsätzlich auf ihren Wanderungen zu den Weidegründen Karawanen. Hausmeerschweinchen zeigen diese Karawanenbildung nicht mehr so ausgeprägt und hauptsächlich in unbekanntem Terrain.
Hausmeerschweinchen legen nur kurze Strecken bis zu ihren Futterwiesen zurück, auch wenn sie beliebig viel Platz zur Verfügung haben.
Den Kontakt halten Meerschweinchen mit leisen Peillauten, die so ähnlich wie „tuc, tuc, tuc“ klingen. Fast jeder Ortswechsel wird durch solche Laute eingeleitet. Bei Erregung werden diese Kontaktlaute lauter. Dieses führt meist zum Sammeln der Gruppe. Wird ein Meerschweinchen von der Gruppe getrennt oder verläuft sich, ruft es mit lautem Quieken nach der Gruppe, die Gruppe antwortet mit lautem Quieken so lange, bis das verloren gegangene Meerschweinchen wieder zurückgefunden hat oder nicht mehr antwortet. Dieses Quieken wird auch gegenüber dem Halter eingesetzt, um nach Futter zu betteln oder den Halter zu begrüßen. Warnpfiffe klingen sehr ähnlich, bei einigen Hausmeerschweinchengruppen wird zwischen Flugalarm und Bodenalarm unterschieden.

### Imponiergehabe
Als Imponiergehabe zeigen Männchen oft einen sehr gestelzt wirkenden Gang, bei dem sie mit jedem Auffußen der Hinterläufe das Hinterteil in die Richtung strecken, wo der Hinterfuß aufgesetzt wurde. Wird also der rechte Hinterfuß aufgesetzt, bewegt sich das Hinterteil extrem weit nach rechts, setzt der linke Hinterfuß auf, wird auch das Hinterteil extrem weit nach links gekippt. Die Beine sind bei diesem Wiegeschritt stark durchgedrückt, die Bewegungen langsam und betont. Die Kehle wird so weit wie möglich zum Boden hin herausgedrückt, die Nase möglichst weit und leicht nach oben gestreckt. Zusätzlich wird der Kopf leicht zum Gegner hin gedreht, so dass dieser die volle Größe sieht. Begleitet wird dieser Wiegeschritt durch ein tiefes Knattern. Dieses Verhalten ist nicht nur bei den Männchen zu beobachten, sondern auch die Weibchen zeigen dies untereinander, allerdings nicht so ausgeprägt und nicht so häufig wie Männchen untereinander.
In einer reinen Weibchengruppe kann sich das ändern. Hier entwickelt das ranghöchste, evtl. älteste Weibchen ein Verhalten, das dem der Böckchen zum Verwechseln ähnelt, einschließlich Schnuppern am Hinterteil, Abdrängen in Ecken usw.

### Drohen
Mit einem leichten, schnellen Kopfheben in Richtung des Gegners und kaum merklichem Durchdrücken der Kehle Richtung Boden wird dem Gegner gedroht. Wird die Drohung nicht ernst genommen, folgt ein kurzes Zwicken in Richtung des Gegners. Besonders häufig ist dieses Drohverhalten bei Weibchen zu beobachten, die sich zu nahe kommen, zum Beispiel beim Fressen.
Gegner, die von hinten kommen, werden mit gezielten Fußtritten der Hinterfüße auf Abstand gehalten. Dieses Drohverhalten kann bei Weibchen und Männchen gleichermaßen beobachtet werden. In Ausnahmefällen ist auch das Verspritzen von Urin zu beobachten, um den Gegner auf Distanz zu halten.
Wird Drohen vom Gegner erwidert und kann durch Imponiergehabe keine Einigung erreicht werden, wird stärker gedroht. Aus dem Wiegeschritt heraus fangen die Kontrahenten an, mit den Zähnen zu klappern. Meist bleiben sie stehen und drehen die hoch erhobenen Köpfe zueinander. Dabei wird nach einer günstigen Gelegenheit geschaut, dem Gegner in die Seiten, den Rücken oder den Hintern zu zwicken, auch die Ohren sind willkommene Ziele für Zwickattacken. Meist richten die Kontrahenten sich kurz vor oder während des Zähneklapperns seitlich so zueinander aus, dass der Kopf in Höhe des Hinterns des Kontrahenten und der Hintern in Höhe des Kopfes des Kontrahenten ausgerichtet ist.
Zwick- und Beißattacken versucht der Kontrahent mit Beiseitespringen auszuweichen. Nach einer Zwickattacke klappern die Kontrahenten wieder mit den Zähnen und umkreisen sich langsam, bis die nächste Zwickattacke erfolgt.
Irgendwann dreht sich das unterlegene Tier um und rennt weg. Der Sieger verfolgt den Unterlegenen noch ein gutes Stück.
Drohen durch Zähneklappern kann hauptsächlich bei Männchen beobachtet werden, bei Weibchen ist es sehr selten.

### Beschwichtigung
Als Beschwichtigungsgeste wird entweder der Kopf leicht abgesenkt oder aber es ist keine körperliche Bewegung sichtbar. Das beschwichtigende Meerschweinchen gibt hohe, je nach Erregung leisere oder lautere Quietschlaute von sich. Die gleichen Laute geben viele Meerschweinchen von sich, wenn sie am Rücken und Nacken gestreichelt werden. Manchmal zeigen sie dann auch ein Wegtreten der streichelnden Hand oder ein kurzes Hüpfen nur mit den Hinterbeinen. Entgegen der landläufigen Meinung ist das weder ein Zeichen für Wohlbefinden noch ein Zeichen für Kitzligsein.

### Dominanzbekundungen
Anders als beim Wildmeerschweinchen ist es für Hausmeerschweinchenböcke wichtig, eine klare Rangordnung herzustellen. Das ranghöhere Tier macht seinen höheren Rang mit Aufreiten wie beim Sexualakt klar. Das rangniedere Tier zeigt daraufhin Beschwichtigungsgesten oder versucht dem durch Flucht zu entkommen. Diese Art der Dominanzbekundungen kann auch bei den Weibchen beobachtet werden, allerdings nicht so häufig.
Eine weitere Dominanzgeste ist das Beschnüffeln und Belecken der Genitalgegend insbesondere bei den Böcken. Die Kaudaldrüse dagegen wird unabhängig vom Rang beschnüffelt, jedoch sind rangniedere Tiere dabei vorsichtiger und fluchtbereit, ranghöhere Tiere dagegen lassen sich nicht vom Beschnuppern der Kaudaldrüse abhalten.

### Beunruhigung
Bei leichter Beunruhigung ist ein kurzes helles Knurren zu hören. Es wird in längeren Abständen wiederholt. Bei starker Beunruhigung wird dieses Knurren zu einem deutlich vernehmbaren Knattern.

### Zirpen
Zirpen ist ein hoher Laut, der monoton wiederholt wird. Er wird meist mit Vogelzwitschern verglichen. Bei Tschudi-Meerschweinchen und Wildmeerschweinchen ist Zirpen am meisten zu hören, bei Hausmeerschweinchen nur selten: einige Hausmeerschweinchen scheinen gar nicht zirpen zu können. Die Funktion des Zirpens ist bisher unklar, wird aber oft entweder mit der Brunst oder mit Beunruhigung in Zusammenhang gebracht.

### Gruppenliegen
Meerschweinchen liegen normalerweise berührungsfrei in Sichtweite. Ein Kontaktliegen, wie es von anderen gruppenlebenden Nagern oft beobachtet werden kann, gibt es üblicherweise nur bei den Jungtieren. In wenigen Fällen ist dies auch bei erwachsenen Tieren zu beobachten. Anhand der Aufteilung der liegenden Meerschweinchen im Raum kann oft auf Rangordnung und Freundschaft geschlossen werden. Befreundete Tiere liegen dichter zusammen, ranghöhere Tiere ergattern sich die besten Liegeplätze. Männchen, die in Haremsgruppen gehalten werden, liegen meist außerhalb von Häuschen und Deckung so, dass sie alle ihre Weibchen sehen können.
Nur bei sehr kaltem Wetter oder im gemeinsamen Versteck bei Gefahr sieht man Meerschweinchen auch mit Körperberührung liegen.

### Gegenseitige Körperpflege

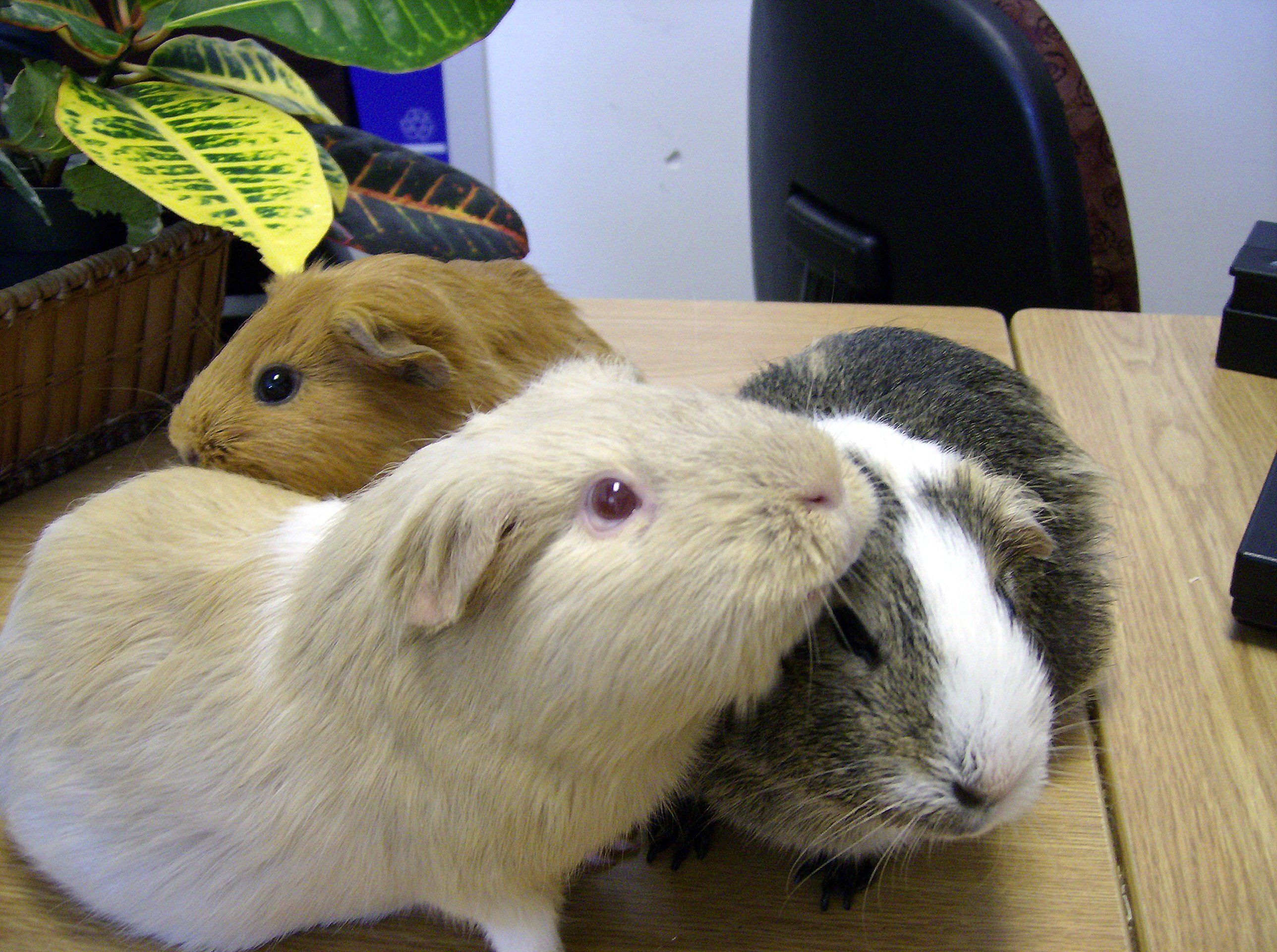
Soziale Körperpflege

Normalerweise werden nur die Jungen in den ersten zwei Tagen von ihrer Mutter geputzt, andere gegenseitige Körperpflegemaßnahmen finden nicht statt. Es gibt jedoch einige wenige Ausnahmen. So kann bei trockenem Wetter selten beobachtet werden, dass ranghohe Weibchen, wenn sie beim Trinken nass wurden, zu ihrer besten Freundin gehen und diese das Fell trockenlecken lassen. Dazu wird der Kopf hochgestreckt und die nasse Stelle präsentiert. Eine weitere Ausnahme ist das gegenseitige Abschlecken, wenn Futter am Maul und Kopf hängengeblieben ist. Auch das sieht man nur bei sehr eng befreundeten Meerschweinchen und nur äußerst selten.
Häufiger hingegen kann in gut sozialisierten Gruppen beobachtet werden, dass weibliche Tiere ihren Artgenossen die Augen säubern. Oft sind es die rangniederen Tiere, die anderen aus ihrer Gruppe die Augen säubern, so dass es sich hierbei auch um einen Ausdruck der Unterwerfung bzw. Beschwichtigung handeln kann.

### Markieren
Die Wildform ist revierbildend, das eigene Revier wird mit einem Sekret aus speziellen Drüsen gekennzeichnet. Diese Drüsen sitzen in einer Tasche zwischen After und Genital, der Perinealtasche. Diese ist gefüllt mit einem öligen Sekret aus zwei Drüsen, den Perinealdrüsen. Dieses Sekret wird im Revier an strategisch wichtigen Punkten verteilt. Die Hauptmarkierungsarbeit leistet das Männchen, deshalb ist bei ihm die Perinealtasche samt Drüsen besonders groß ausgebildet, die Weibchen haben nur eine sehr kleine Perinealtasche. Hausmeerschweinchen bilden keine Reviere mehr, markieren aber immer noch die Aufenthaltsräume und überprüfen auch die Duftnoten anderer Meerschweinchen.

## Haltung

### Einzelhaltung
Die Einzelhaltung ist nicht artgerecht im Sinne des Tierschutzgesetzes. Hausmeerschweinchen sind Rudeltiere und brauchen mindestens zwei artgleiche Partner, häufig wird eine Haltung mindestens zu dritt empfohlen. Allein gehalten entwickeln sich Verhaltensstörungen. Dennoch bereitet es im Allgemeinen keine Schwierigkeiten, auch Meerschweinchen, die länger allein gehalten wurden, wieder mit Artgenossen zu vergesellschaften.

### Gruppenhaltung
Meerschweinchen können in Gruppen ab zwei Tieren gehalten werden. Möglich sind gleichgeschlechtliche Gruppen sowie auch Gruppen mit einem kastrierten Bock und einem oder mehreren Weibchen. Bei der Haltung mehrerer Böcke in einer Gruppe sollte auf eine gerade Anzahl der Böcke geachtet werden, da ungerade Anzahlen zu häufigeren Beißereien führen. Auch reine Weibchengruppen sind oft harmonischer, wenn sie eine gerade Anzahl aufweisen. Wenn Böcke einmal Kontakt mit Weibchen hatten oder den Duft von weiblichen Meerschweinchen riechen, lassen sie sich meist nicht mehr mit Böcken vergesellschaften und fügen sich dann gegenseitig zum Teil sehr starke Verletzungen zu.
Werden Böcke ab 250 Gramm Gewicht und vor der Ausbildung der vollen Geschlechtsreife kastriert, werden sie von Altböcken nicht als Rivalen erkannt und können nun in Gruppen mit Weibchen und einem Bock oder mit einem Zuchtbock vergesellschaftet werden.

### Haltung von Zuchtböcken
Aufgrund der Unverträglichkeit der Zuchtböcke gegenüber Geschlechtsgenossen wirft die Haltung von einem oder mehreren Zuchtböcken ganz eigene Probleme auf. Züchter haben unterschiedliche Systeme entwickelt, um ihren Zuchtböcken trotzdem ein Leben mit Artgenossen zu ermöglichen. Es können hier nur wenige Beispiele gegeben werden:
- Rotationssystem: Ein Bock wird für einen längeren Zeitraum zu einem Weibchen oder eine Zuchtgruppe aus weiblichen Tieren gesetzt. Bevor die Zuchtweibchen gebären, wird der Bock in die nächste Zuchtgruppe oder zum nächsten Zuchtweibchen gesetzt.
- Frühkastraten/Jungböcke: Es werden Frühkastraten oder Jungböcke in der Zeit, in der der Zuchtbock nicht im Deckeinsatz ist, zugesetzt.
- alte Weibchen: Die unsicherste Methode dürfte es sein, Zuchtböcke zu alten Meerschweinchenweibchen zu setzen. Normalerweise sollten die alten Weibchen nicht mehr aufnehmen – manchmal aber tun sie es doch. Die Geburt ist für solch alte Meerschweinchenweibchen lebensgefährlich.

### Vergesellschaftung mit anderen Tierarten
Meerschweinchen und Kaninchen ersetzen einander nicht den Artgenossen. Beide unterscheiden sich sowohl im Tagesrhythmus als auch in der Körpersprache, weshalb die gemeinsame Haltung eines Meerschweinchens mit einem Kaninchen als nicht artgerecht eingestuft wird. Die freundliche Annäherung eines Kaninchens mit gesenktem Kopf und angelegten Ohren empfindet ein Meerschweinchen als Aggression. Die Vergesellschaftung mit Kaninchen gilt nur dann als möglich, wenn die Kaninchen mindestens zu zweit sind, die Meerschweinchen mindestens zu zweit sind und genügend Auslauf geboten werden kann. Getrennte Rückzugsräume für Meerschweinchen und für Kaninchen gelten als notwendig.
In Österreich verbietet die Anlage 1 zur 2. Tierhaltungsverordnung eine gemeinsame Haltung.
Vergesellschaftungen mit anderen Tieren (außer Kaninchen) funktionieren generell nicht.

### Unterkunft
Die in Zoofachhandeln üblichen, käuflichen Standardkäfige sind oft zu klein, um mehr als ein Meerschweinchen darin zu halten. Im Allgemeinen wird pro Meerschweinchen eine Grundfläche von 0,5 m² empfohlen. Sollten die Tiere nur im Gehege wohnen, oder bekommen sie nur selten Auslauf, dagegen 1 m². Als besser geeignet gelten geräumige Eigenbauten, die eine größere Fläche bieten. Bei auf dem Boden stehendem Käfig können sich Meerschweinchen durch Erschütterungen, z. B. durch Schritte, gestört fühlen und Angstreaktionen zeigen. In Österreich ist für das Aufstellen von Kleinnagerkäfigen eine Mindesthöhe von 60 Zentimetern vorgeschrieben. Allerdings kann man an diese Käfige den Auslauf so anbauen, dass die Tiere selbstständig in den Auslauf gelangen, ohne hochgehoben zu werden.
Die Tiere nutzen Stroh zusätzlich zu dem obligatorischen Heu ebenfalls gern zum Verstecken und Spielen.
Als häufige Unfälle bei der Haltung treten Steckenbleiben in Löchern der Behausungen sowie Umkippen von Fress- und Trinknäpfen beim Betreten des Randes sowie Infektionen durch verunreinigte Gefäße auf.
Gängige Einrichtungsgegenstände sind Steine, Korkröhren, Stofftunnel, Kuschelrollen, Schlafsäcke, Holzhäuser, Iglus und Hängematten.
Fressbälle (Gitterbälle) hingegen können gefährlich sein.

### Außenhaltung

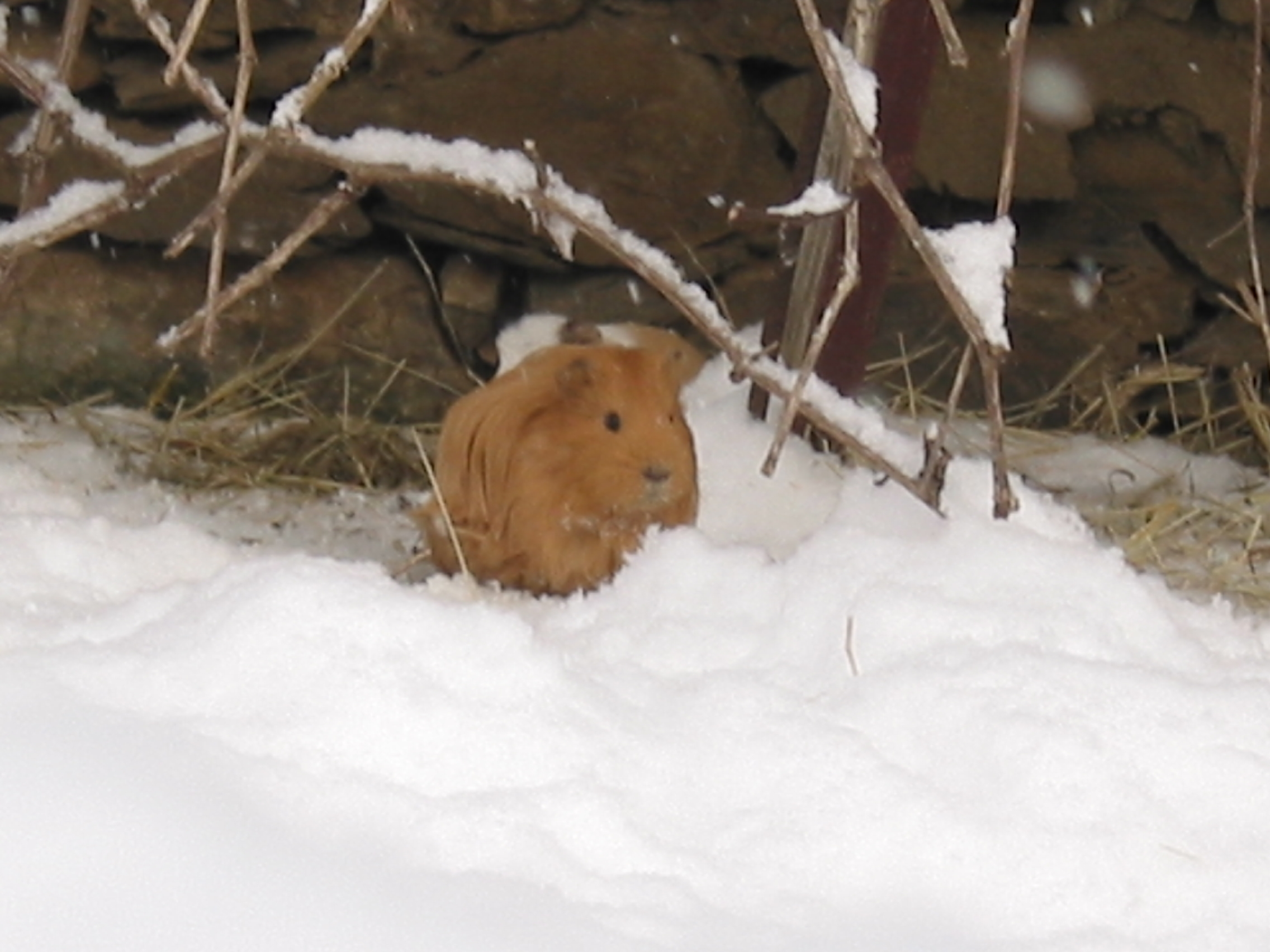
Meerschweinchenbock im Schnee

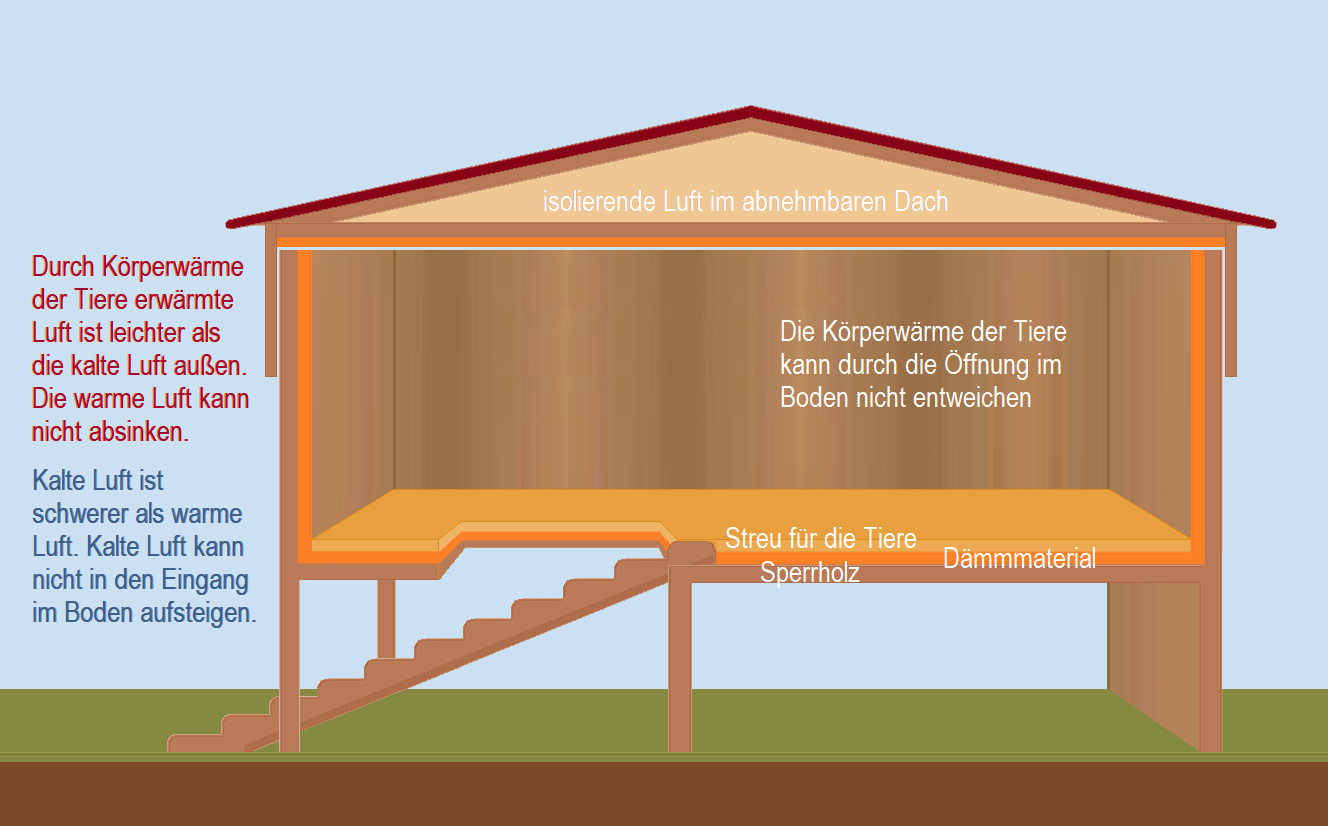
Meerschweinchenhaus

Ganzjährige Außenhaltung gilt als artgerecht, wenn kein abrupter Wechsel zwischen innen und außen erfolgt. Hierbei sollten aber bestimmte Bedingungen geschaffen werden. So sollte der Stall bzw. das Häuschen im Gehege gut isoliert sein und außerdem groß genug, denn im Winter halten sich die Tiere durch Bewegung warm. Außerdem wird eine Draußenhaltung erst ab einer Gruppe von mindestens vier Tieren empfohlen. Besser ist jedoch eine noch größere Gruppe, damit sich die Tiere gegenseitig wärmen können. Ein Haus ohne Fenster mit dem Schlupfloch im Boden auf der Unterseite verhindert eine thermische Zirkulation, bei der die durch die Körperwärme der Tiere aufgewärmte Luft durch das Schlupfloch entweichen und kalte Luft von außen einströmen würde. Sehr wichtig ist, dass das Haus innen immer trocken gehalten wird, denn von Feuchtigkeit durch Urin und Kondenswasser werden die Meerschweinchen im Winter krank. Das Dämmmaterial verhindert, dass die Innenwände zu kalt werden und beschlagen. Die Streu muss sehr regelmäßig erneuert werden, um einen trockenen Untergrund zu gewährleisten, auf dem die Tiere ihre Körperwärme halten können.
Ein Außengehege sollte nach allen 6 Seiten gesichert sein, nicht nur damit kein Meerschweinchen entlaufen kann, sondern auch gegen Raubtiere wie Marder, Katzen und Füchse, die hineinspringen könnten, oder Greifvögel, die sich aus der Luft auf ein Meerschweinchen als Beutetier stürzen.

### Kastration
Meist werden nur männliche Tiere kastriert. Zum einen ist bei Weibchen dieser Eingriff deutlich umfangreicher (Öffnung des Bauchraums), zum anderen werden in den meisten Fällen mehrere Weibchen mit einem Bock zusammen gehalten und nicht umgekehrt.
Böcke kann man schon in der Jugend kastrieren, der Eingriff ist aber je nach Gesundheitszustand auch noch bei älteren Tieren möglich.
Unter Frühkastration versteht man die Kastration kleiner, noch nicht geschlechtsreifer Böcke (etwa ab der dritten Lebenswoche, ab etwa 200 Gramm Gewicht). Frühkastrierte Böcke werden meist (aber nicht immer) weniger dominant.

## Erkrankungen
Viele Erkrankungen von Meerschweinchen hängen mit der Nahrungsverwertung zusammen. Meerschweinchen haben ein relativ komplexes Verdauungssystem mit recht langer Verweildauer der Nahrung im Darm. Da sie keine Wiederkäuer sind, aber in freier Wildbahn hauptsächlich auf das relativ nährstoffarme Gras angewiesen sind, haben sie im Darm eine empfindliche Bakterienflora, die schon bei Nahrungsumstellungen Probleme machen kann. Das Darmklima ist basisch, und da stark zucker- und stärkehaltige Produkte zu einem sauren Darmklima führen können, sind solche Nahrungsmittel für Meerschweinchen schädlich. Blähungen können innerhalb von Stunden zum Tode führen.
Oft und zum Teil in Verbindung mit der Verdauung treten auch Zahnfehlstellungen auf, so dass die Zähne (Schneidezähne und Backenzähne) regelmäßig gekürzt werden müssen, da das Tier schlimmstenfalls nicht mehr fressen kann (Brückenbildung). Die Zähne wachsen bei Nagern permanent nach und werden normalerweise durch die Abnutzung auf Länge gehalten.
Probleme mit der Nahrung können beim Meerschweinchen schnell lebensbedrohlich werden, weil sie innerhalb weniger Tage schnell an Gewicht verlieren. Weiter ist ihr Körper nicht in der Lage, Vitamin C selbst zu produzieren. Nimmt der Körper nicht genügend Vitamin C auf, kann es zu einer Mangelerscheinung (Hypovitaminose) kommen.
Ähnlich verbreitet sind Krallenfehlstellungen, zum Teil verursacht durch unnatürlich geringes Abwetzen im Käfig. Ungeschnittene, eingerollte Krallen können zu Ballenabszessen führen.
Erkältungen können zur Lungenentzündung führen. Anzeichen von Erkältung sind Niesen, Augen- und Nasenausfluss und Fressunlust, begleitet von Gewichtsabnahme. Akute Zeichen sind Probleme mit dem Gehen (Lähmungserscheinung) oder flache Atmung. Eine Lungenentzündung verläuft ohne Behandlung oft tödlich.
Lähmungserscheinungen haben viele Ursachen, unter anderem Meerschweinchenlähme, Vitaminmangel, Blähungen, Erkältung, Osteodystrophie oder Verletzungen.
Bei Meerschweinchen häufige Parasiten sind Milben (Trixacarus caviae, Erreger der Meerschweinchenräude), Pelzmilben (Chirodiscoides caviae) und Haarlinge (Gyropus ovalis, Gliricola porcelli, Trimenopon hispidum).

## Fortpflanzung
Da sich Meerschweinchen sehr schnell vermehren, sollte man, wenn man keine Jungen haben will, Männchen und Weibchen getrennt halten oder sterilisieren/kastrieren. Bei der Neuanschaffung von Meerschweinchen sollte man unbedingt vorher das Geschlecht der Tiere überprüfen und bei Unsicherheit einen Tierarzt konsultieren.
Die Geschlechtsreife bei Meerschweinchen unterliegt großen Schwankungen. Bei Weibchen gibt es die so genannte Frühreife schon ab drei bis vier Wochen. Um gesundheitliche Störungen auszuschließen, sollte ein Weibchen keinesfalls vor Erreichen des fünften Lebensmonats und einem Gewicht von 700 Gramm, solange es sich also noch im Wachstum befindet, gedeckt werden. Im Alter von 6 bis 12 Monaten ist die beste Zeit, ein Weibchen zum ersten Mal zu decken. Passiert die erste Trächtigkeit jedoch in der Zeit davor oder danach, kann es leicht zu Tot- oder Schwergeburten kommen. Bei Böcken liegt die Geschlechtsreife bei etwa vier bis sechs Wochen nach der Geburt beziehungsweise bei etwa 300 Gramm Gewicht. Es gibt allerdings auch Frühentwickler, die schon mit zwei Wochen beziehungsweise 250 Gramm decken konnten.
Das Weibchen ist alle 14 bis 18 Tage für etwa acht bis elf Stunden brünstig. Wenn der Deckakt mit dem Männchen erfolgreich war, putzen sich beide Tiere ausgiebig. Nachdem die Jungen sich in durchschnittlich 68 Tagen voll entwickelt haben (die Tragdauer kann zwischen 59 und 72 Tagen schwanken), bringt sie das Muttertier innerhalb einer Viertelstunde zur Welt, allerdings kann die Geburt manchmal auch mehrere Stunden dauern. So passiert es nicht selten, dass auch nach drei bis vier Stunden noch Jungtiere geboren werden. Die Jungen sind Nestflüchter, wiegen zwischen 60 und 120 Gramm, haben bereits ein Fell (bei langhaarigen Rassen ist es noch kürzer), offene Augen, können laufen und knabbern bereits wenige Stunden nach der Geburt am Heu, an Obst und Gemüse. Wiegen die Jungtiere bei der Geburt unter 50 Gramm, sollten sie einem Tierarzt vorgestellt werden. Stirbt die Mutter bei der Geburt, brauchen die Kleinen dennoch Milch zum Überleben. Man kann sie einer anderen Mutter geben – manchmal säugt sie die fremden Jungen mit. Sonst müssen die Jungen alle zwei Stunden mit Katzenaufzuchtmilch oder aber Babyheilnahrung (HN-Heilnahrung) und einer Spritze (ohne Nadel) gefüttert werden.
Direkt nach der Geburt der Jungen ist die Meerschweinchendame wieder empfangsbereit, weshalb unkastrierte Männchen dann nicht im Käfig sein sollten, um ein sofortiges Nachdecken zu vermeiden. Ein Weibchen kann ein bis sieben Junge werfen, die Regel sind zwei bis vier. Der erste Wurf ist nicht unbedingt kleiner als die nachfolgenden. Die Jungen werden dann drei Wochen von der Mutter gesäugt, bis sie mit vier bis fünf Wochen (und einem Mindestgewicht von 250 g) abgegeben werden können. Sollten die Jungtiere nach dieser Zeit noch bei der Mutter saugen oder sollten sie leichter sein, dürfen sie auf keinen Fall von der Mutter getrennt werden, da dies zu Verhaltensstörungen und Gesundheitsschäden bei den Jungtieren führt.

### Rassen
Die gezüchteten Meerschweinchenrassen sind im Gegensatz zu den grau- bis rotbraunen eher kurzhaarigen Wildrassen in den verschiedensten Farben, Felllängen und -strukturen zu finden. Generell gibt es nahezu beliebige Kombinationen aus Farben, Felllänge und Wirbeln. Dazu kommt noch eine unterschiedliche Haarstruktur (drahtig bis samtweich, sowie lockig).
In den vergangenen Jahren sind durch gezielte Zucht viele Rassen entstanden, wobei man zwischen Fell- und Farbrassen unterscheidet. Fellrassen unterscheiden sich durch verschiedene Fellstrukturen und Haarlängen. Farbrassen werden anhand der Fellzeichnung unterschieden. Beide Rassen lassen sich kombinieren, was zu einer riesigen Rassenvielfalt führt. Beispiele: Schildpatt-Rex und Himalaya-Sheltie.
Fellrassen
Kurzhaarrassen:
- Das Glatthaarmeerschweinchen hat kurzes (ca. 3 cm), glattes Fell und ist sicher die häufigste Rasse.
- Das Rosettenmeerschweinchen zeigt überall am Körper Wirbel, die die kurzen Haare abstehen lassen. Der Rassestandard schreibt mindestens acht symmetrisch angeordnete Wirbel an bestimmten Körperstellen vor.
- Das American oder English Crested besitzt kurzes, glattes Fell und eine Krone auf dem Kopf, wobei diese bei American Cresteds immer weiß ist.
- Das Ridgeback ist ein Glatthaar-Meerschweinchen, bei dem die Rückenhaare gegen den Strich wachsen. Sie werden nach Selektion aus Rosetten- und Glatthaar-Meerschweinchen gezüchtet.
- Der Rex ist eine Meerschweinchenrasse mit drahtigem, rauem, aufrecht stehendem, kurzem Fell. Eine sehr ähnliche Rasse ist das Teddymeerschweinchen.
- Der US-Teddy ist eine Meerschweinchenrasse mit ähnlicher Fellstruktur wie der Rex, jedoch sind die Haare feiner gewellt (am besten unterscheidet man beide Rassen an der Bauchbehaarung.)
- Der CH-Teddy ist eine eigene Mutation mit etwa sechs Zentimeter langem, vom Körper abstehendem Fell. Eine Krone wird toleriert, Körperwirbel jedoch nicht. Der US-Teddy, der CH-Teddy und der Rex sind genetisch nicht miteinander verwandt. Verpaart man sie untereinander, würde man Glatthaarmeerschweinchen erhalten.
- Das Curly ist ein Lunkarya mit kurzem Fell
- Das Somali ist ein Rex mit Wirbeln, die an ein Rosettenmeerschweinchen erinnern
- Der Rex Crested ist ein Rex mit einer Krone bzw. einer Stirnrosette. die Krone sollte sich im Zentrum befinden und ausgeprägt sein.

Langhaarrassen:
- Das Angora ist ein langhaariges Rosettenmeerschweinchen. Die Rasse ist noch nicht offiziell anerkannt, jedoch auf dem Weg dazu.
- Ein Peruaner ist ein Meerschweinchen mit langem, glattem Fell, zwei Wirbeln auf dem Hinterteil und einem auf dem Kopf. Ebenfalls sehr typisch für diese Rasse ist der Mittelscheitel. Seine Haare können bis zu 50 Zentimeter lang werden, deshalb wird empfohlen, das Fell der Tiere auf Bodenlänge zu stutzen, um die Pflege zu erleichtern und ein Verschmutzen des Fells zu verhindern.
- Das Sheltie ist ein Meerschweinchen mit langem, glattem Fell.
- Das Coronet ist ein Meerschweinchen mit langem, glattem Fell wie bei einem Sheltie und einer Krone auf dem Kopf.
- Das Alpaka ist ein gerexter Peruaner.
- Der Texel ist ein gerextes Sheltie.
- Das Merino ist, je nachdem wie man es betrachtet, ein gerextes Coronet oder ein Texel mit einer Krone auf dem Kopf.
- Das Mohair ist ein Angora mit langem, (zapfen-)lockigem Fell.
- Das Sheba Mini Yak ist eine australische Rasse. Sie entstanden aus australischen Shelties und Rosetten-Meerschweinchen. Die Haare sind eher harsch und nur halblang.
- Das Lunkarya stammt aus Schweden und hat harsche, abstehende lange Locken, die dominant vererbt werden (im Gegensatz zu den anderen Lockentieren, bei denen die Lockung rezessiv ist)

- Eine Fellvariante sind die Satinmeerschweinchen. Sie zeichnen sich durch starken Glanz des Fells aus, der dadurch entsteht, dass die einzelnen Haare hohl sind. Satinmeerschweinchen gibt es in allen Rassen und Farben. Wegen des gehäuften Auftretens einer speziellen Knochenerkrankung, der Osteodystrophie der Meerschweinchen, ist die Zucht dieser Tiere umstritten. Viele Satin-Meerschweinchen entwickeln das Satin-Syndrom. In einer Studie an 52 Satin-Meerschweinchen hatten 38 % Krankheitssymptome. 20 Tiere zeigten mindestens eines der folgenden Symptome: Gewichtsverlust, Appetitlosigkeit, Speichelfluss, Zahnanomalien und motorische Störungen. Auf Röntgenaufnahmen von 11 Tieren wurden vielfältige Knochenläsionen sichtbar.[23]

Umstritten ist die Zucht von Nacktmeerschweinchen (Baldwins und Skinny Pigs). Skinny Pigs sind teilbehaart (Kopf, Beine, Füße) und sie haben fünktionstüchtige Vibrissen (Schnurrhaare). Die Zucht von Baldwins ist in Deutschland nicht erlaubt, da sie als Qualzucht gelten. Ihnen fehlt jegliche Behaarung und der Thymus, deshalb ist ihr Immunsystem nicht funktionstüchtig. Sie erreichen selten das 1. Lebensjahr.

### Farben

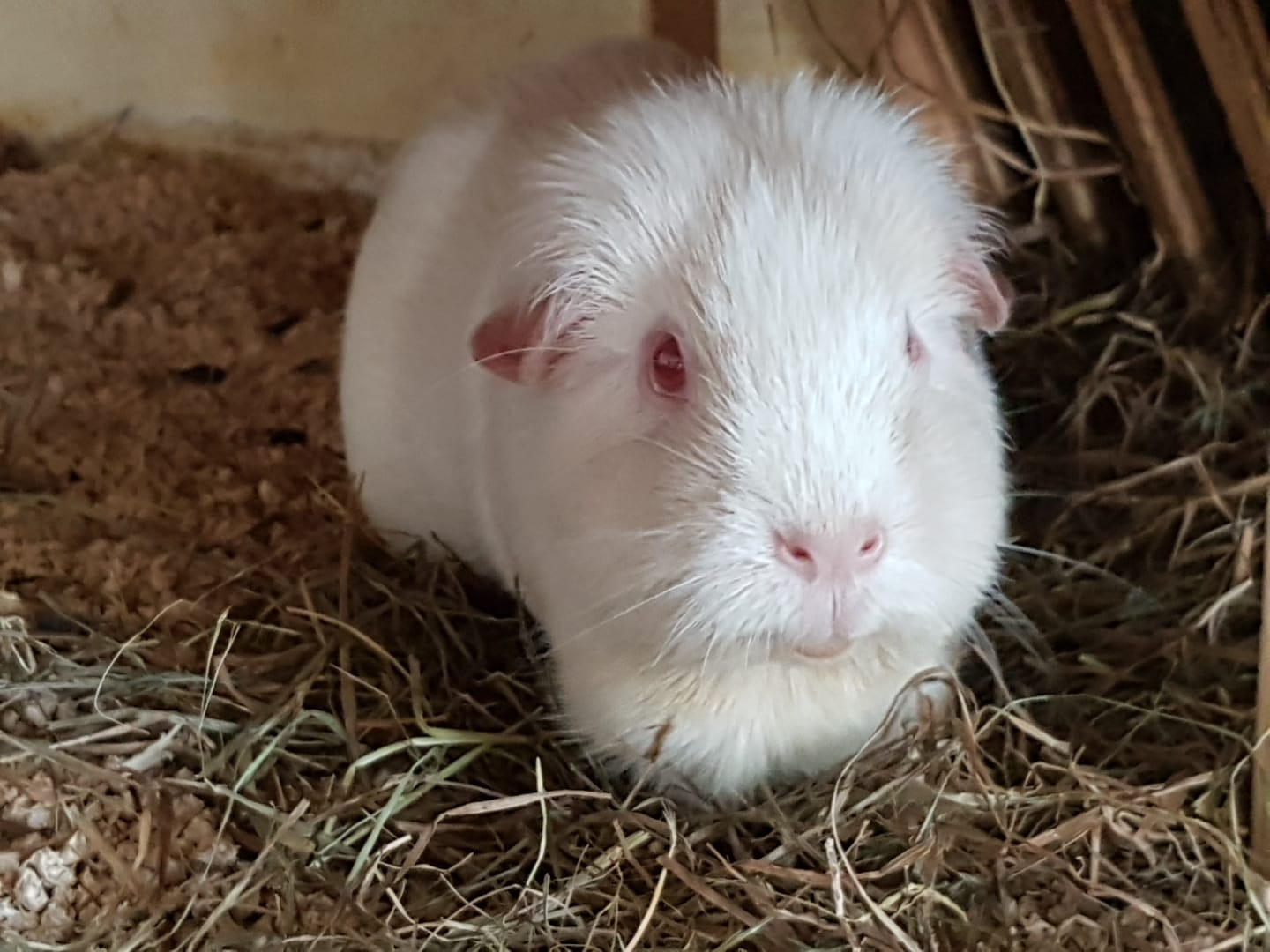
Weiß-Argente – weiß, kein Albino

Schon die Inkas kannten verschiedene Farbvarianten bei den Meerschweinchen. Mit der gezielten Herauszucht von Farben wurde jedoch erst im 20. Jahrhundert begonnen:
Fellfarben:
- Schwarz
- Rot
- Weiß

- Braun

Zu den Vollfarben gibt es viele Aufhellungstöne, die bis zu weiß variieren können.

Lilac-Weiß-Argente – weiß

- Einfarbig: Diese Tiere zeigen nur eine Farbe (self). In der schwarzen Farbreihe kann sie von schwarz über sepia, schoko, slate blue und lilac bis zu Himalaya variieren. In der roten Farbreihe gibt es die Aufhellungen von rot über gold, safran, creme, beige, buff bis zu rein weiß.

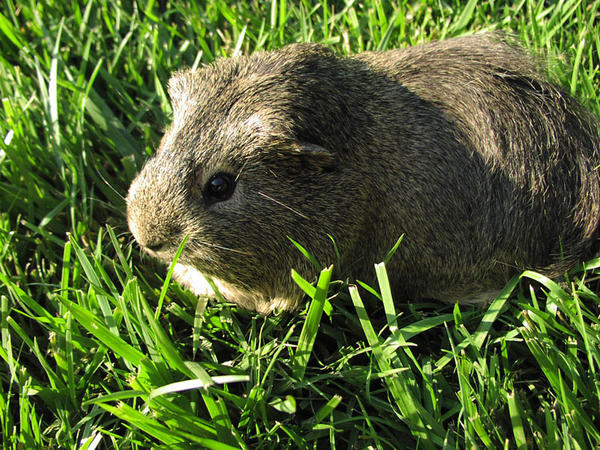
Agouti Fellfarbe

- Agouti: Bei dieser Art, die der Urform sehr nahekommt, ist jedes einzelne Haar zweifarbig, wobei das Haar am Ansatz und an der Spitze einen Farbton aus der schwarzen Farbreihe besitzt, das so genannte Ticking, während es in der Mitte eine Bänderung der roten Farbreihe aufweist. Sie ähnelt daher der verwandten Art der Meerschweinchen gleichen Namens (Agoutis). Die Fellfarbe Agouti kann weiterhin in vielen Variationen auftreten, die Naturfarbe der Meerschweine nennt sich Goldagouti (schwarz-rot). Zusätzlich gibt es auch Solidagoutis, bei denen die schwarze Spitze fast vollständig verschwunden ist. Häufige Agoutifärbungen sind beispielsweise lemonagouti, salmagouti, grauagouti und cinnamonagouti.

- Argente: Den Argentes fehlt die Haarspitzenfärbung der Agoutis. Diese Haarzeichnung nennt man Tipping. Die Unterfarbe ist ein Farbton der schwarzen Reihe und die Deckfarbe bis in die Haarspitzen aus der roten Farbreihe. Die meisten Argentes haben rote Augen.

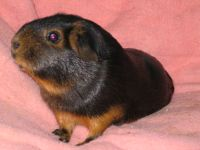
Black and Tan

- Loh-Farben sind mutierte Agoutizeichnungen, die sich ähnlich dem Lohkaninchen darstellen. Hierbei sind Abzeichen am Bauch (Bauchstreifen wie beim Agouti), sowie im Gesicht. Die restliche Körperfarbe ist Einfarbig. Man nennt die Meerschweinchen mit roten Abzeichen „Tan“, mit weißen „Fox“ und mit cremefarbenen Abzeichen „Otter“. Die Lohe-Farben gibt es auch, wenn noch selten, auch in der Kombination mit Solidagoutis. Hierbei ist das Ticking, welches bei den Solids zum Beispiel auch am Bauch vorherrscht, auch bei der Lohe-Zeichnung anstatt der einfarbigen Abzeichen zu sehen.

- Mehrfarbig: dazu zählen die schon erwähnten Agoutis. Außerdem gibt es Schildpatt-Tiere, die gleichmäßige schwarze und rote Farbfelder haben. Ein weiteres Gen kann bewirken, dass die Farben ineinander verlaufen. Das wird Brindle oder Magpie genannt.

- Dalmatiner und Schimmel sind Fellzeichnungen, bei der einzelne Haare der Tiere weiß sind. Beide Zeichnungen beruhen auf der gleichen Erbanlage. Das unterschiedliche Aussehen wurde durch Zuchtauswahl erreicht: Bei Schimmel sind die weißen Haare diffus im Fell verteilt, beim Dalmatiner bilden die farbigen Haare Punkte ähnlich wie bei einem Dalmatiner-Hund. Bei dem Gen für diese Zeichnung handelt es sich um einen Letalfaktor. Dieser Letalfaktor wirkt bei Verdoppelung tödlich, das heißt, dass man nie ein Schimmel mit einem Schimmel verpaaren darf, weil sonst keine lebensfähigen Jungtiere entstehen.

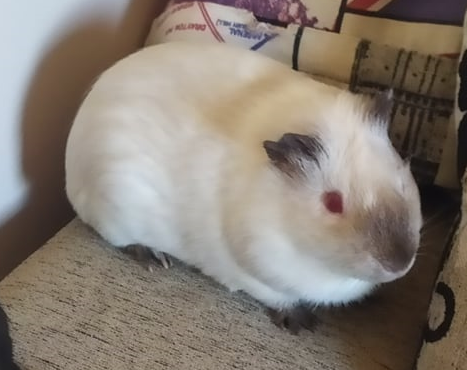
Himalaya-Färbung

- Himalaya beschreibt eine weiße bis hell-cremfarbene Körperfarbe, bei der die Nasen- und Ohrenregion und die Füße dunkel gefärbt sind. Die Augenfarbe dieser Tiere ist bei reinrassigen Tieren immer rot.

Alle Farbvarianten können in Aufhellungsfarben (Dilute-Gen) und in Kombination mit weißen Feldern auftreten.

## Rechtliches
In der Bundesrepublik Deutschland gibt es keine spezifischen gesetzlichen Vorgaben zur Haltung von Meerschweinchen. Nach § 2 Tierschutzgesetz müssen Tiere aber prinzipiell den Bedürfnissen entsprechend ernährt, gepflegt und untergebracht werden. Nach dem Gutachten zu Mindestanforderungenan die Haltung von Säugetieren des BMEL müssen für bis zu 5 Tiere mindestens 3 m2 zur Verfügung stehen, die hoch eingestreut sein und geeignete Unterschlupfmöglichkeiten bieten sollten. Heu, Grünfutter und Vitamin-C-haltiges Futter sind notwendig.
In Österreich wird die Haltung von Meerschweinchen durch die Tierhaltungsverordnung geregelt. Zu den allgemeinen Haltungsbedingungen gehört die ständige Versorgung der Tiere mit Beschäftigungsmaterial wie zum Beispiel Holz oder Ästen. Die Käfige müssen rechteckig sein. Käfige mit Gitterstangen müssen querverdrahtet und aus einem korrosionsbeständigen, nicht reflektierenden Material sein. Die Gitterweite muss so eng sein, dass die Meerschweinchen nicht darin hängen bleiben können. Glasbecken dürfen nur dann verwendet werden, wenn sie auf den Seiten und an der Oberseite über Belüftungsöffnungen verfügen. Die Käfigeinrichtung muss dreidimensional strukturiert sein. Außerdem müssen die Meerschweinchen die Möglichkeit haben, sich in Häuser, Papprollen oder Ähnliches zurückziehen zu können. Als Einstreu darf kein Katzenstreu verwendet werden, das Einstreu muss saugfähig, rutschsicher und gesundheitlich unbedenklich sein. Die Meerschweinchen müssen immer Zugang zu sauberem Trinkwasser haben, wobei das Wasser täglich frisch erneuert werden muss. Futterheu ist in Raufen anzubieten. Des Weiteren ist für alle Heimtiere ein natürlicher Tag-/Nachtrhythmus einzuhalten. Werden Tiere in Käfigen gehalten, ist ihnen jedenfalls mehrmals wöchentlich ein Auslauf außerhalb des Käfigs zu ermöglichen. Außerdem gibt es für die Meerschweinchenhaltung folgende Mindestanforderungen: Der Käfig muss für zwei Tiere mindestens 100 × 60 × 50 Zentimeter (Länge × Breite × Höhe) groß sein. Für jedes weitere Tier muss eine Fläche von mindestens 2000 Quadratzentimetern dazukommen. Den Tieren sind eine Schlafhöhle und erhöhte Liegeflächen anzubieten. Eine weitere Anforderung ist, dass Meerschweinchen paarweise oder in Gruppen, jedoch nicht zusammen mit Kaninchen zu halten sind.
In der Schweiz müssen gemäß der Tierschutzverordnung seit 1. September 2008 mindestens zwei Meerschweinchen zusammen gehalten werden, die Einzelhaltung ist verboten. Für beide Tiere müssen mindestens 0,5 m2 zur Verfügung stehen. Eine geeignete Einstreu, Rückzugsmöglichkeiten für alle Tiere sowie Nageobjekte wie weiches Holz oder frische Äste müssen vorhanden sein. Zur Ernährung müssen sowohl grob strukturiertes als Vitamin-C-haltiges Futter angeboten werden.

## Nutzung

### Fleisch

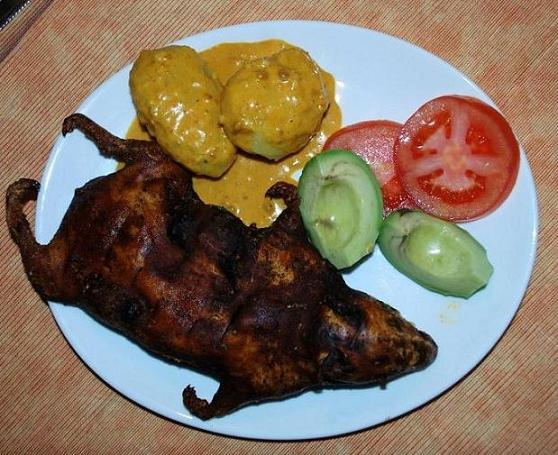
Geröstetes Meerschweinchen, genannt „Cuy“, aus Ecuador

Meerschweinchen werden seit über 4000 Jahren in der Andenregion in Peru, Bolivien, Ecuador und Kolumbien als Fleischlieferanten gehalten und gegessen. Diese Meerschweinchen werden nach dem Quechua-Wort für Meerschweinchen Cuys genannt. In den letzten Jahren wurden gezielt größere und fettere Rassen gezüchtet und in Intensivmast gehalten, die bis zu vier Kilogramm wiegen.
Meerschweinchenfleisch gehört zum traditionellen peruanischen Hochzeitsmahl und hat seine Bedeutung in den überlieferten Heilungsritualen der Andenländer. Die Bedeutung der Meerschweinchen als Nahrungsmittel zeigt sich auch in den Darstellungen des Letzten Abendmahls in den Kirchen von Lima und Cusco, wo Jesus im Kreis seiner Jünger bei einem Glas Chicha Meerschweinchen (Cuy), Papaya und Yuca isst.
Bei der Landbevölkerung kommt immer noch sehr selten Fleisch auf den Tisch, meist ist es Meerschweinchenfleisch, aber auch Lamas und Alpakas werden gegessen. Die Meerschweinchen gelten bei der Landbevölkerung als gute Einnahmequelle. Anders ist die Situation in den Städten in den Anden. In vielen Städten werden Meerschweinchen auf viele unterschiedliche Weisen zubereitet als Delikatesse am Straßenrand belebter Straßen angeboten. Meerschweinchen am Spieß gilt hier als Delikatesse für die ärmere Bevölkerung. Auch als Schlachtkörper werden Meerschweinchen oft am Straßenrand und auf Märkten angeboten, wobei der Kopf in der Regel nicht entfernt wird. Zerlegt werden Meerschweinchenteile nur selten verkauft.
In den USA ist es insbesondere die lateinamerikanische Bevölkerungsschicht, die Meerschweinchenfleisch konsumiert. Das Fleisch wird gewöhnlich in die USA importiert, für die Fleischproduktion gezüchtet werden die Meerschweinchen dort seltener.
In Europa wurde das Meerschweinchen bis zum Zweiten Weltkrieg auch zu kulinarischen Zwecken gehalten und gezüchtet, es konnte sich jedoch nie gegenüber den traditionellen Schlachttieren, wie „Stallhasen“, durchsetzen. Inzwischen ist der Konsum von Meerschweinchen innerhalb von Europa bedeutungslos.
Als Fleischtiere sind Meerschweinchen in Afrika weiter verbreitet als allgemein bekannt, denn sie kommen üblicherweise in keiner Nutztierstatistik vor. Unbekannt ist, wann und wo die Tiere zuerst nach Afrika gebracht wurden. In Kamerun sind sie weit verbreitet. In der Demokratischen Republik Kongo kann man sie sowohl im städtischen Umfeld als auch auf dem Lande, z. B. in Süd-Kivu finden. Sie werden auch in vielen ländlichen Haushalten in der Iringa Region im südwestlichen Tansania gehalten.

### In der Forschung

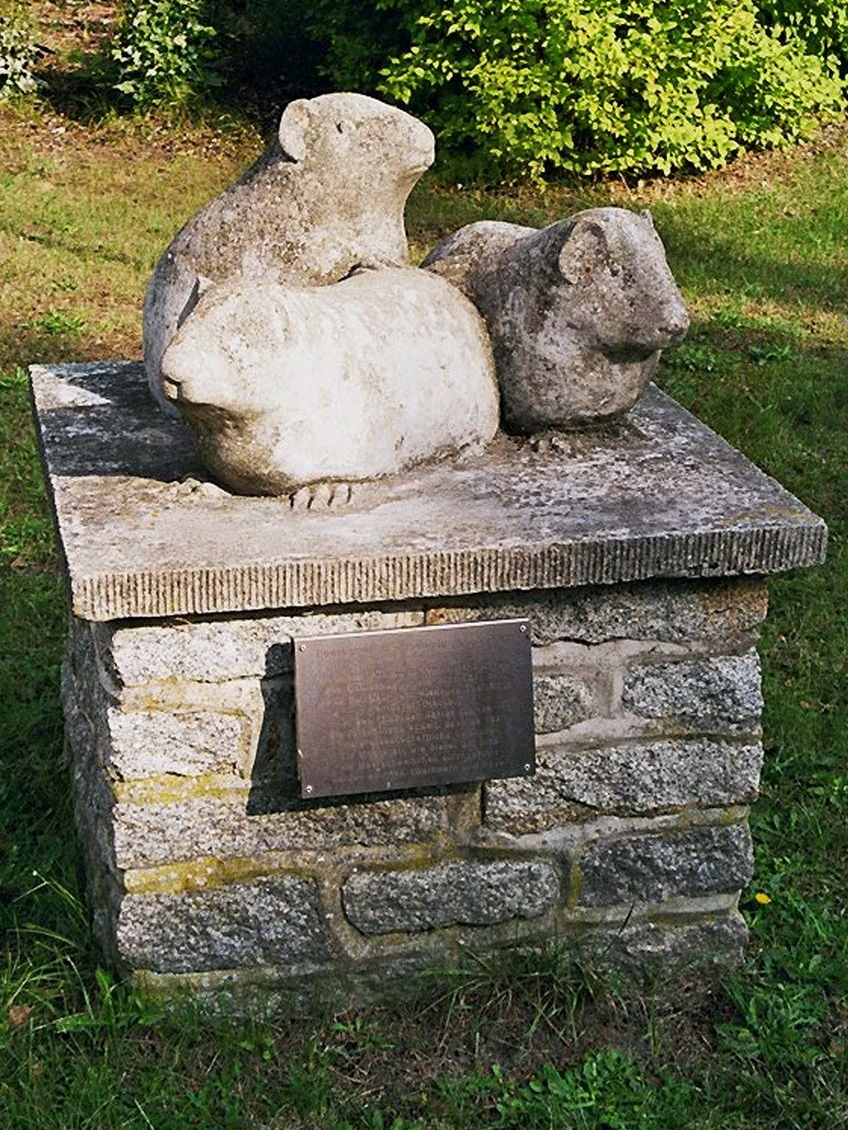
Das Riemser Meerschweinchendenkmal erinnert an deren Einsatz als Versuchstiere am Friedrich-Loeffler-Institut bei der Erforschung der Maul- und Klauenseuche seit den 1920er-Jahren.

Meerschweinchen werden, ähnlich wie Mäuse, in zahlreichen Gebieten der Forschung als Versuchstiere eingesetzt. Es werden sowohl Tests zu medizinischen Zwecken als auch zum besseren Verständnis des Verhaltens und der Bedürfnisse von Hausmeerschweinchen selbst durchgeführt.
Doch auch zur Erforschung biomedizinischer Themen wie Stress und Sozialverhalten, physiologische Vorgänge, Erprobung neuer Wirkstoffe und so weiter werden unter anderem Haus-, Wild- und Wieselmeerschweinchen verwendet. Am 9. März 1961 startete das erste Meerschweinchen ins Weltall. An Bord des sowjetischen Raumschiffes Wostok -3KA Nr. 1, auch bekannt als Sputnik 9, umrundete die tierische Crew, darunter auch einige Mäuse und Reptilien, die Erde und kehrte wohlbehalten zurück. Dieser Flug diente der Vorbereitung für den einige Monate später folgenden Flug von J. Gagarin, dem ersten Menschen im Kosmos.

### Futtertiere
Meerschweinchen eignen sich nicht so gut als Futtertiere, da sie vergleichsweise viel fressen und gleichzeitig nicht so fruchtbar sind wie andere Nager oder Kaninchen. Damit ist das Futtertier Meerschweinchen für seine Größe relativ teuer.
In Zoos und Tierparks werden oft Meerschweinchen in großen Gruppen vermehrt und die ausgewachsenen Tiere an verschiedene größere Raubtiere und Greifvögel verfüttert.
Im Privatbereich werden Meerschweinchen fast ausschließlich als ausgewachsene Tiere an Großschlangen und Krokodilartige verfüttert, für die meisten anderen Reptilien sind ausgewachsene Meerschweinchen zu groß.

### Liebhabertiere
Seit Anfang des 20. Jahrhunderts werden Meerschweinchen zunehmend auch zum Zeitvertreib gehalten und gezüchtet. Meerschweinchen galten schnell als gut für Kinder geeignet, da sie sehr robust sind und nicht so schnell zubeißen wie etwa Kaninchen. Üblich war die Einzelhaltung in engen Käfigen. Mit der Verbreitung der Meerschweinchen über Zoogeschäfte wurden seit den 1960er-Jahren zunehmend Meerschweinchen mit Kaninchen kombiniert. Keine dieser Haltungsformen ist artgerecht.

## Belege
1. ↑  Duden, Deutsches Universalwörterbuch. 4., neubearbeitete und erweiterte Auflage. Dudenverlag, Mannheim u. a. 2001, ISBN 3-411-71421-2, (CD-ROM).
2. ↑  Katrin Behrend: Das Meerschweinchen. 1996, S. 11.
3. 1 2  Michael Mettler: Meerschweinchen.. 1997, S. 13–14.
4. 1 2  
Jonathan L. Dunnum, Jorge Salazar-Bravo: Molecular systematics, taxonomy and biogeography of the genus Cavia (Rodentia: Caviidae). Journal of Zoological Systematics and Evolutionary Research 48 (4), 2010; S. 376–388. doi:10.1111/j.1439-0469.2009.00561.x
5. ↑  
Systematics. In: Thomas E. Lacher, Jr.: Family Caviidae In: Don E. Wilson, T.E. Lacher, Jr., Russell A. Mittermeier (Hrsg.): Handbook of the Mammals of the World: Lagomorphs and Rodents 1. (HMW, Band 6) Lynx Edicions, Barcelona 2016, S. 406–407. ISBN 978-84-941892-3-4.
6. ↑  
Cavia tschudii. In: Don E. Wilson, DeeAnn M. Reeder (Hrsg.): Mammal Species of the World. A taxonomic and geographic Reference. 2 Bände. 3. Auflage. Johns Hopkins University Press, Baltimore MD 2005, ISBN 0-8018-8221-4.
7. ↑  
Ángel Enrique Spotorno, John Pablo Valladares, Juan C. Marín, Horacio Zeballos: Molecular diversity among domestic guinea-pigs (Cavia porcellus) and their close phylogenetic relationship with the Andean wild species Cavia tschudii. Revista Chilena de Historia Natural 77 (2), Juni 2004; S. 243–250. doi:10.4067/S0716-078X2004000200004.
8. 1 2  
Laura I. Walker, Miguel A. Soto, Ángel E. Spotorno: Similarities and differences among the chromosomes of the wild guinea pig Cavia tschudii and the domestic guinea pig Cavia porcellus (Rodentia, Caviidae). Comparative Cytogenetics 8(2), 2004: S 153–167. doi:10.3897/CompCytogen.v8i2.7509.
9. ↑  Norbert Sachser: Sozialphysiologische Untersuchungen an Hausmeerschweinchen. 1994.
10. ↑  Anne Schulze: Anatomische Besonderheiten beim Meerschweinchen. In: Franz-Viktor Salomon u. a. (Hrsg.): Anatomie für die Tiermedizin. 2004.
11. 1 2 3  Ilse Pelz: Mehr über Meerschweinchen. 2. Auflage. 2001.
12. ↑  Birgit Drescher: Heimtiere in der Kleintiersprechstunde. Meerschweinchen.
13. ↑  Ruth Morgenegg: Artgerechte Haltung – ein Grundrecht auch für Meerschweinchen. 3. Auflage. 2005, S. 125.
14. 1 2  Anatomie Hausmeerschweinchen auf Meerschweinchen Info (abgerufen am 21. Juli 2007)
15. ↑  Walter Baumgartner: Klinische Propädeutik der Haus- und Heimtiere. Georg Thieme, Stuttgart 2009, ISBN 978-3-8304-4175-5, S. 413.
16. 1 2  Elke Wasel: Meerschweinchen. In: Karl Gabrisch, Peernel Zwart: Krankheiten der Heimtiere. 6. Auflage. Schlütersche, Hannover 2005, ISBN 3-89993-010-X, S. 49–86.
17. ↑  Birgit Drescher, Ilse Hamel: Meerschweinchen: Heimtier und Patient Heimtier und Patient. Georg Thieme Verlag, 3. Aufl. 2012, ISBN 978-3-8304-1158-1, S. 15.
18. ↑  Meerschweinchen-Haltung.com: Meerschweinchen Futterliste für Frischfutter und Grünfutter
19. ↑  Meerschweinchen-Haltung.com: Meerschweinchen Futterliste für Frischfutter und Grünfutter
20. ↑  Meerschweinchen und Kaninchen besser nicht zusammen halten. In: Kleintierpraxis. Bd. 53, 2008, ISSN 0023-2076, S. 652.
21. ↑  2. Tierhaltungsverordnung (Anlage 1) von 2004 für die Republik Österreich
22. ↑  Meerschweinchen Rassen. In: tierfreunde. Abgerufen am 29. Juni 2018.
23. ↑  Eva Stoffels-Adamowicz: The Satin Syndrome in Guinea pigs. Dissertation, Universität Ghent, Fakultät für Tiermedizin, 2013–2014.
24. ↑  Nick Warren, Bryan Mayoh, Simon Neesam: Cavy Genetics: An Exploration, 2008
25. ↑  Mindestanforderungen an die Haltung von Säugetieren (Memento des Originals vom 9. Februar 2016 im Internet Archive)  Info: Der Archivlink wurde automatisch eingesetzt und noch nicht geprüft. Bitte prüfe Original- und Archivlink gemäß Anleitung und entferne dann diesen Hinweis., S. 151
26. ↑  2. Tierhaltungsverordnung von 2004 für die Republik Österreich
27. ↑  Mindestanforderungen an die Haltung von Säugetieren. (PDF) In: 2. Tierhaltungsverordnung. 1. April 2016, abgerufen am 28. Juli 2016.
28. ↑  Neue Tierschutzverordnung, Änderungen für die Meerschweinchen
29. ↑  Paula Dear: Could I bring myself to eat a guinea pig? BBC, 10. Juni 2013, abgerufen am 11. Juni 2013 (englisch).
30. ↑  XXL-Züchtung: Super-Meerschwein schmeckt nach mehr. In: Spiegel Online. 19. Oktober 2004, abgerufen am 9. Juni 2018.
31. ↑  Edmundo Morales: The guinea pig in the Andean economy: From household animal to market commodity. In: Latin American Research Review, Bd. 29, Nr. 3, 1994, ISSN 0023-8791, S. 129–142.
32. ↑  Eduardo P. Archetti: Guinea-pigs. Food, symbol, and conflict of knowledge in Ecuador. Berg, Oxford u. a. 1997, ISBN 1-85973-114-7.
33. ↑  Unbekannt: The San Francisco Convent Of Lima Peru. Ehemals im Original (nicht mehr online verfügbar); abgerufen am 11. Juni 2013 (englisch). (Seite nicht mehr abrufbar. Suche in Webarchiven)  Info: Der Link wurde automatisch als defekt markiert. Bitte prüfe den Link gemäß Anleitung und entferne dann diesen Hinweis.
34. ↑  Roger M. Blench: African minor livestock species. In: Roger M. Blench, Kevin C. MacDonald (Hrsg.): The origins and development of African livestock. Archaeology, genetics, linguistics and enthnography. University College London Press, London u. a. 2000, ISBN 1-84142-018-2, S. 314–338, online (PDF; 464 kB).
35. ↑  Y. Manjeli, J. Tchoumboue, R. M. Njwe, A. Teguia: Guinea-pig productivity under traditional management. In: Tropical Animal Health and Production. Bd. 30, Nr. 2, 1998, ISSN 0049-4747, S. 115–122, doi:10.1023/A:1005099818044.
36. ↑  J. D. Ngou Ngoupayou, J. Kouonmenioc, J. M. Fotso Tagny, M. Cicogna, C. Castroville, M. Rigoni, J. Hardouin: Possibilités de développement de l'élevage du cobaye en Afrique subsaharienne: le cas du Cameroun. In: World Animal Review. Bd. 83, Nr. 2, 1995, S. 21–28, online (Memento des Originals vom 26. Januar 2012 im Internet Archive)  Info: Der Archivlink wurde automatisch eingesetzt und noch nicht geprüft. Bitte prüfe Original- und Archivlink gemäß Anleitung und entferne dann diesen Hinweis..
37. ↑  J. Bindelle, Y. Ilunga, M. Delacollette, M. Muland Kayij, J. Umba di M'Balu, E. Kindele, A. Buldgen: Voluntary intake, chemical composition and in vitro digestibility of fresh forages fed to Guinea pigs in periurban rearing systems of Kinshasa (Democratic Republic of Congo). In: Tropical Animal Health and Production. Bd. 39, Nr. 6, 2007, ISSN 0049-4747, S. 419–426, doi:10.1007/s11250-007-9036-y.
38. ↑  Thierry Mètre: Small, healthy, high-yielding. In: Rural21 – The International Journal for Rural Development. Bd. 45, Nr. 1, 2011, S. 40–42, online (PDF; 403,15 kB) (Memento des Originals vom 5. Oktober 2011 im Internet Archive)  Info: Der Archivlink wurde automatisch eingesetzt und noch nicht geprüft. Bitte prüfe Original- und Archivlink gemäß Anleitung und entferne dann diesen Hinweis..
39. ↑  BACAS (Bureau for Agricultural Consultancy and Advisory Service). 2007. Analysis of the extent of human pressures and impact on natural forests of UNILEVER Tea Tanzania Limited (UTT). Final Report, BACAS, Sokoine University of Agriculture, Morogoro, Tanzania; 100 pp; available from: Archivlink (Memento vom 28. September 2011 im Internet Archive).
40. ↑  Projekte zur integrierten ländlichen Entwicklungsprojekte im Süden von Tansania; in: Meine runde Welt… Nicole Loretz - http://www.meinerundewelt.at/category/tansania-2009/